# Качановка (усадьба)
Качановка (укр. Качанівка) — дворцово-парковый ансамбль, памятник архитектуры и истории, расположенный недалеко от одноимённого посёлка Прилукского района Черниговской области Украины. Начал формироваться в 1770-х годах, наибольшее развитие получил в середине и второй половине XIX века.
В 1981 году на основе ансамбля был создан историко-культурный заповедник «Качановка», которому в 2001 году присвоен статус национального. По состоянию на 2010 год являлся единственной среди усадеб северо-восточной Украины, которую удалось сохранить в комплексе.
Постановлением Кабинета министров Украины от 10.10.2012 № 929 «Про занесение объектов культурного наследия национального значения в Государственный реестр недвижимых памятников Украины» («Про занесення об'єктів культурної спадщини національного значення до Державного реєстру нерухомих пам'яток України») присвоен статус памятник архитектуры и истории национального значения с охранным № 250045-Н под названием Дворцово-парковый комплекс «Качановка». Комплекс состоит из 17 объектов (№ от 250045/1-Н до 250045/17-Н): дворец с двумя флигелями, водопроводная башня, северные службы, южные службы, беседка М. И. Глинки, Георгиевская церковь, хозяйственное здание, парк, дом электротехника и механика, дом электрической и водопроводной станции, коровник, крестильня Георгиевской церкви, ризница Георгиевской церкви, скульптурная композиция «Геральдические львы», кирпичное ограждение, парковый мостик в балке «Пустой колодец», арочный мостик близ «Романтических развалин».

## География
Достопримечательность расположена на юго-востоке Черниговской области в Прилукском районе, на берегах реки Смош, в 180 километрах от Киева и Чернигова.

## История

### Основание

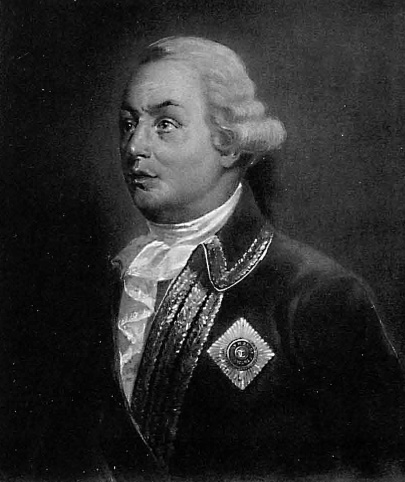
Неизвестный художник. Портрет Петра Румянцева-Задунайского.

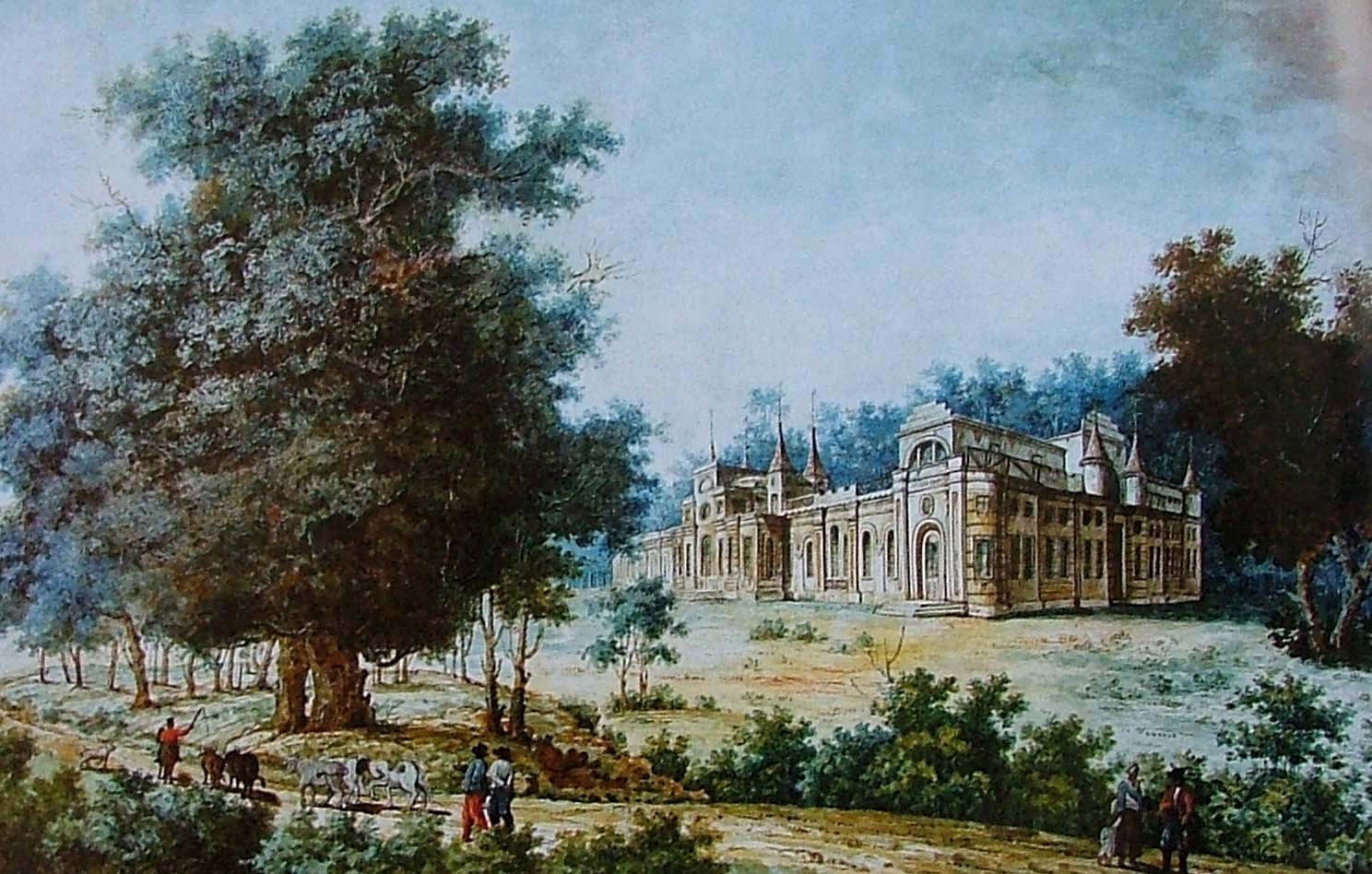
А. М. Кунавин. Дворец Румянцева в Качановке. Конец XVIII века

В 1771 году по поручению императрицы Екатерины II, хутора Парафиевка и Качановка были куплены в казну и декабре того же года подарены русскому полководцу графу Петру Александровичу Румянцеву-Задунайскому, который решил в своей новой усадьбе создать одну из резиденций президента Малороссийской коллегии и генерал-губернатора Малороссии.
По его заказу по проекту московского архитектора Карла Бланка малороссийский зодчий Максим Мосцепанов возвёл большой дворец в псевдоготическом стиле. Фасады одноэтажного здания были декорированы многочисленными башенками, увенчанными шатрами, переходившими в шпили, различными уступами и нишами.
А вскоре, вокруг дворца М. Мосцепановым был разбит парк, причём, в марте 1777 года Пётр Румянцев лично отдавал распоряжения об его устройстве: «Хотелось бы мне, чтобы не теряя времени и в Качановском хуторе, перспективы что Вы начали от рощи к роще, были продлены справа вплоть до берёзовой рощи, а с левого до самой дороги, которую садовник направил на полуостров… 21 марта 1777 года». Согласно описанию, к западному фасаду примыкала главная парковая поляна с могучими дубами, с восточной стороны был плодовый сад, состоящий, в основном, из более чем двухсот фруктовых деревьев и полутора сотен виноградных кустов, для поддержания которого фельдмаршал специально выписал садовника из Батурина.
В это же время в усадьбе рядом с дворцом были построены несколько служебных помещений и флигелей, а в парке возведены несколько декоративных зданий, из которых до наших дней сохранились лишь грот под «беседкой Глинки» на холме над прудом и архитектурная композиция «Романтические руины».
После Петра Румянцева в 1796 году усадьба в Качановке перешла по наследству к его сыну Сергею Петровичу Румянцеву, который в 19 мая 1808 года продал её и все жалованное его отцу имущество в Черниговской губернии Григорию Яковлевичу Почеке и его жене Прасковье Андреевне Во время их владения Качановкой имение было существенно перестроено — на месте снесённого румянцевского дворца было выстроено одноэтажное здание в стиле русского классицизма, перепланирован парк. Прасковья Андреевна, которая после смерти мужа в 1816 году стала единоличной хозяйкой усадьбы, начала строительство Георгиевской церкви, законченное уже в 1828 году, после её смерти.

### Эпоха Тарновских
После смерти Прасковьи Андреевны в 1824 году, усадьба, по их совместному с мужем завещанию, ввиду их бездетности, перешла к её сыну от первого брака, камер-юнкеру Григорию Степановичу Тарновскому.
Григорий Тарновский начал строительство большого дворца в стиле классицизма. При нём был достроен второй этаж, с невысоким барабаном, на котором расположился купол, придавший зданию более центричный характер, украшены фасады. Изменилась и планировка парка. Упомянутые в описании 1808 года фруктовые деревья были перенесены дальше от дворца, а их место заняли четырёхугольники боскетов, которые по периметру были обсажены липами или берёзами. В отдалённых лесных участках усадьбы было разбито множество новых дорожек. Майорский пруд был увеличен и на нём были насыпаны два искусственных острова, соединённых каменным мостом. Интересно, что для того чтобы гуси и утки из крестьянских хозяйств не плавали в пруду, Тарновский выселил крестьян с противоположного берега пруда, дав им участки в расположенном недалеко селе Власовка. Вместо крестьянской птицы в пруд были запущены лебеди, берега его украсила коллекция водных растений, а вдоль западного берега была высажена аллея из белой вербы, которая частично сохранилась до наших времён. В усадьбе Тарновский собрал большую библиотеку и коллекцию картин, среди которых были произведения известнейших русских и европейских мастеров, завёл домашний оркестр, перекупив у соседа Григория Галагана известного крепостного скрипача, а заодно и скрипку Страдивари.
Прекрасен, о хозяин милый,

Очарователен твой дом.

Какой живительною силой

Для нас исполнен твой приём!

Тебе с Гармонией от чувства

Даёт Поэзия привет,

Благодарят тебя искусства

И яркой живописи свет.

Глянь, как радостны все лица.

Пусть кипит вино струёй...
Считая себя покровителем искусств Григорий Тарновский превратил Качановку в очаг местной культурной жизни. В Качановке гостили многие известные писатели, поэты, композиторы, художники. В 1835—36 годах у Тарновских впервые гостил Николай Гоголь. В 1838 году в Качановке всё лето жил Михаил Глинка, который оставил об имении свои воспоминания:

…Подъезжали к поместью с нескольких сторон по стройным аллеям из пирамидальных тополей; дом большой каменный, стоял на возвышении; огромный, прелестно раскинувшийся сад с прудами и вековыми кленами, дубами и липами величественно ласкал зрение. Но осмотрясь, удивление уменьшалось: дом был как будто не окончен, дорожки в саду не доделаны. Был у владельца оркестр, и не дурной оркестр, но не полный и духовые инструменты не все исправны… Одним словом все обличало излишнюю расчётливость бездетного хозяина, владевшего 9000 душ и большим капиталом

В имении знаменитый композитор любил работать в румянцевском гроте под беседкой на холме рядом с прудом. С тех пор она получила название «беседка Глинки». Здесь он продолжил работу над оперой «Руслан и Людмила», в частности были написаны «Баллада Финна» и «Марш Черномора», которые впервые исполнили музыканты Тарновского в парадной столовой под управлением самого Глинки. Кроме того, композитор несколько раз в Георгиевской церкви дирижировал хором, в составе которого пел и приехавший с композитором баритон Семён Гулак-Артемовский. После посещения Качановки Глинка на слова Н. Маркевича написал патетическую кантату «Гимн хозяину», посвящённую Григорию Тарновскому.
Одновременно с Глинкой в усадьбе гостили сосед Тарновского, владелец имения в Тростянце Пётр Скоропадский, поэт Виктор Забила, историк Николай Маркевич и художник Василий Штернберг Последний, будучи студентом Петербургской академии художеств, проводил в Качановке все летние месяцы на протяжении 1836—38 годов. Помимо того, что Тарновский в 1837 году заказал ему написать с натуры несколько работ в его усадьбе и в Киеве, сам художник, будучи в имении, влюбился в племянницу хозяина Эмилию Васильевну. В Качановке Штернбергом были написаны свои лучшие работы: «Ярмарка в местечке Ичня», «Освещение пасок в Малороссии». Кроме этих работ из написанных в Качановке известны также местные пейзажи Штернберга: «Усадьба Г. С. Тарновского в Качановке», «Игра в прятки в поместье Г. С. Тарновского», «Водяная мельница в Качановке» и «В Качановке, имении Тарновского», «Малороссийский шинок».
|                                                |                                |                                          |
| «Усадьба Г. С. Тарновского в Качановке» (1837) | «Водяная мельница в Качановке» | «В Качановке, имении Тарновского» (1838) |

Кроме Василия Штернберга в Качановке бывали художники Павел Федотов, получивший душевное заболевание на почве неразделённой любви к другой племяннице хозяина — Юлии Васильевне, Лев Жемчужников, гостивший в Качановке летом 1852 года, и Алексей Волосков, также как и Штернберг, написавший несколько работ с видами Качановки.

Работы Волоскова с изображением Качановки
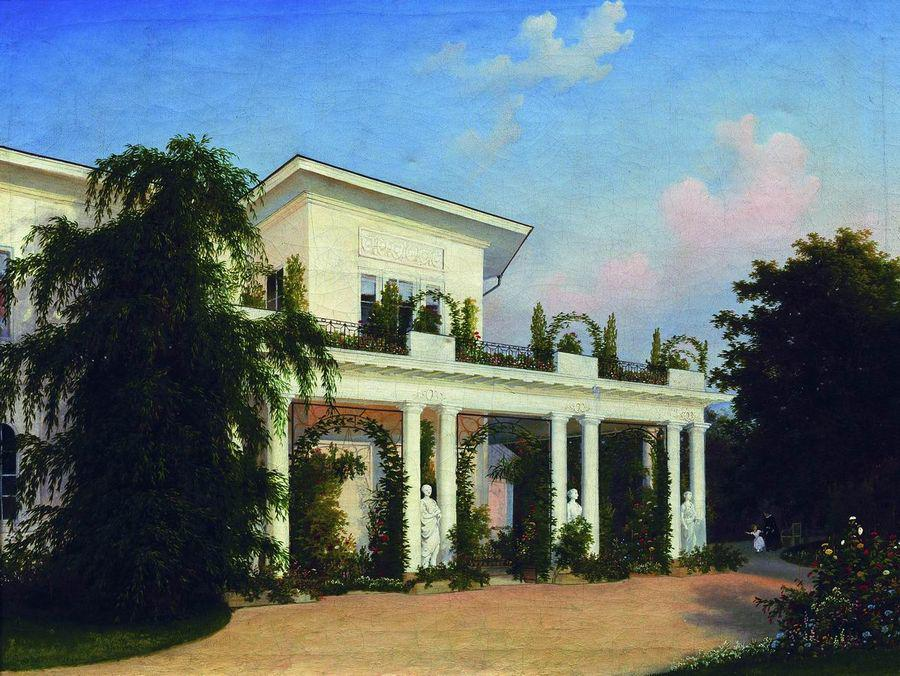
«Усадьба. Качановка» (1849)
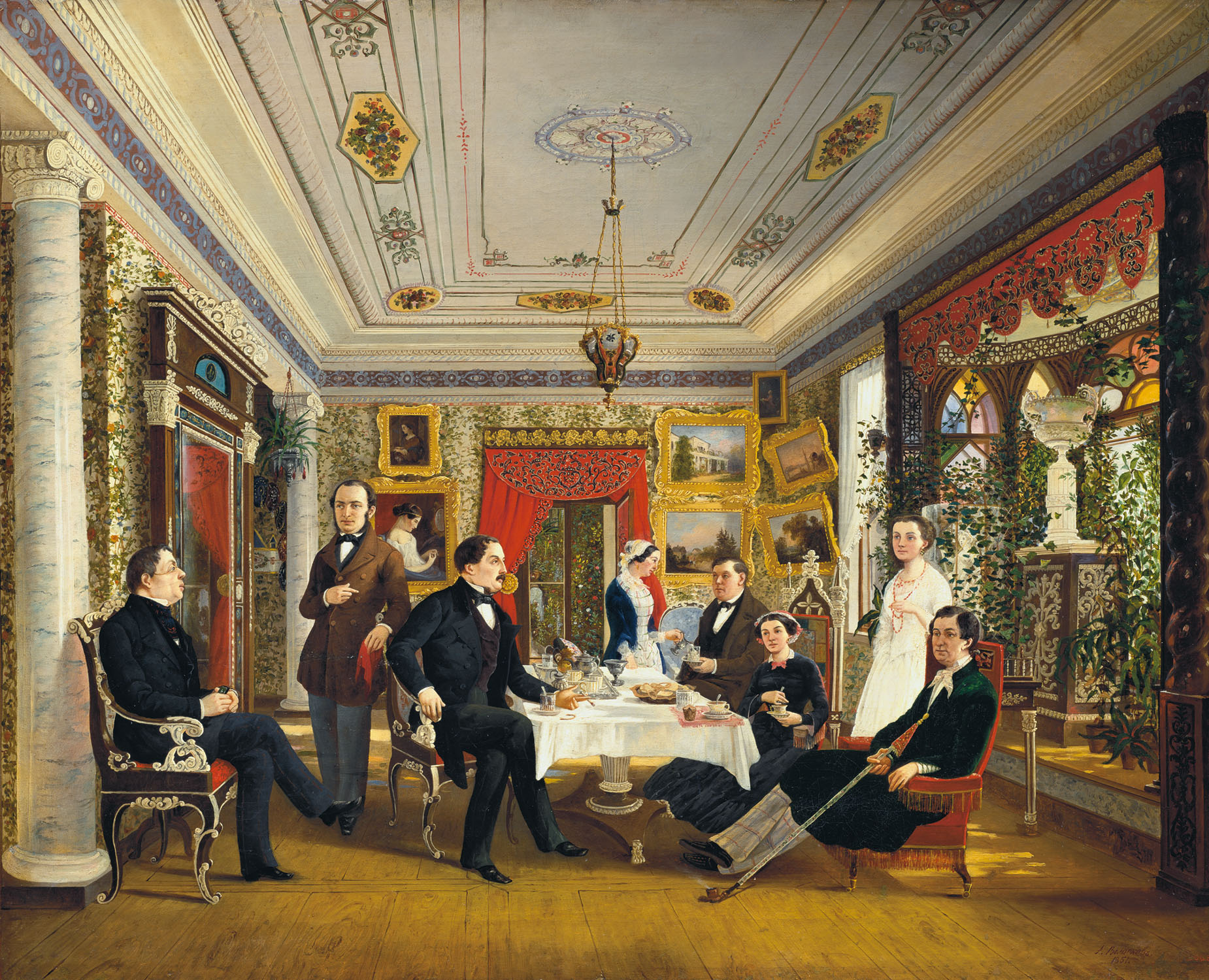
«За чайным столом» (1851)[комм. 9]
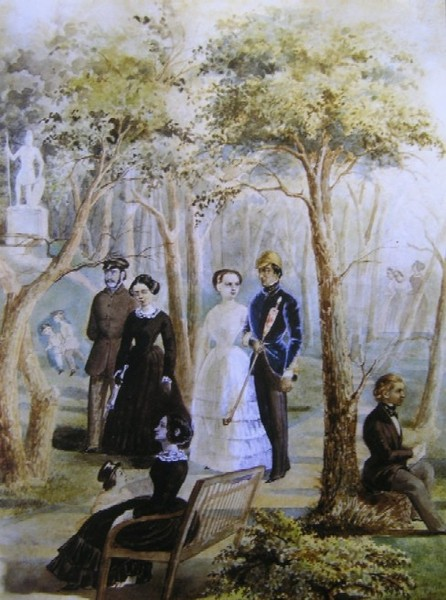
«В Качановском парке» (1851)[комм. 10]

В Качановском альбоме для гостей больше 600 автографов, среди которых: В. Жуковского, К. Брюллова, Н. Костомарова, М. Максимовича, М. Врубеля, Н. Бодаревского, А. Лазаревского, П. Житецкого, В. Горленко, Н. Лысенко, Н. Беляшевского, Н. Ге.

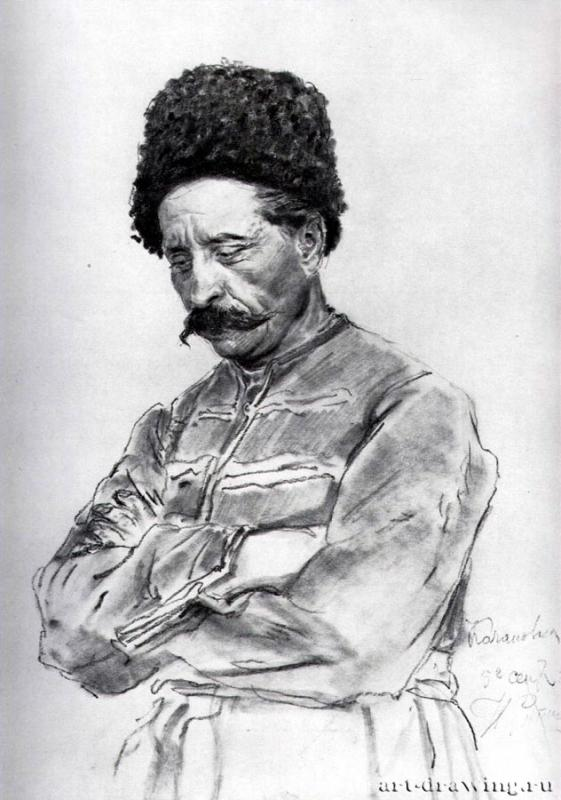
Рисунок Ильи Репина «Казак» с изображением Василия Тарновского-младшего

В мае 1843 года Качановку впервые посетил Тарас Шевченко. У кобзаря сложилось неоднозначное отношение к владельцу усадьбы. С одной стороны он подарил или продал ему одну из лучших своих картин «Катерина», с другой — критически отозвался о нём в своих повестях «Художник» и «Музыкант». А вот к племяннице хозяина Надежде Васильевне поэт был неравнодушен, называя ласково её «кумася» и посвятив ей стихотворение «Великомученице, кумо». Последний раз Тарас Шевченко был в Качановке уже после своего возвращения из ссылки и смерти Григория Тарновского, в августе 1859 года. Когда решался вопрос о том, где перезахоронить тело Шевченко на Украине Василий Тарновский-младший предложил сделать это в Качановке.
Сам Григорий Тарновский умер в один день со своей женой Анной Дмитриевной в 1853 году. Они были погребены в склепе под Георгиевской церковью на территории усадьбы. Так как детей они не имели, то усадьба по наследству перешла к их племяннику Василию Васильевичу Тарновскому-старшему. Избегая барского образа жизни своего дяди Василий Тарновский-старший основное внимание уделял хозяйственным вопросам. При нём служебные постройки в 60-х годах XIX века из деревянных были перестроены в кирпичные. Во многом благодаря его стараниям усадьба благополучно перенесла крестьянскую реформу 1861 года и продолжала приносить доход. Сразу после вступления во владение усадьбой он пригласил на должность управляющего этнографа Афанасия Марковича. Жившая вместе с ним в Качановке его супруга Марко Вовчок вспоминала об остатках «девичьего гарема» Григория Тарновского из крепостных девушек. Среди гостей Василия Тарновского-старшего были Пантелеймон Кулиш с Анной Барвинок, художники Виктор Резанов и Андрей Горонович.
После смерти Василия Тарновского-старшего в 1866 году усадьба по наследству перешла к его сыну Василию Тарновскому-младшему. По воспоминаниям бывавшего в Качановке историка Дмитрия Яворницкого у Василия Тарновского-младшего в жизни были три главные страсти: «парк, коллекция и женщины». При новом хозяине в усадьбе был перестроен дворец — поднят выше барабан купола и достроен второй этаж правого и левого крыла. В парке он занялся акклиматизацией растений, посадив раннее не встречавшиеся в этих краях хвойные деревья: крымскую, веймутову и чёрную сосны, а также сибирский кедр. Большие сенокосные поляны были по краю опоясаны дорогами и засажены разнообразными видами декоративных кустарников или плодовых деревьев. В части парка с неровным рельефом была создана своя «Швейцария», появилась «Горка Любви», «Холм Верности», «Хвойная Горка». Аллеи были украшены малыми архитектурными формами, коваными скамьями, мраморными скульптурами, был создан каскад из 12 прудов
Екатерина Юнге, посетившая Качановку в 1881 году, позже вспоминала:

…в стиле 18 столетия старый сад, соблазнивший меня хотя бы карандашом отобразить его некоторые уголки. Должна признаться, что и катания по стриженому газону аллей парка, что раскинулся на несколько сотен десятин, на хороших лошадях очень мне понравилось…

Фотографии 1880-х годов с видами Качановской усадьбы
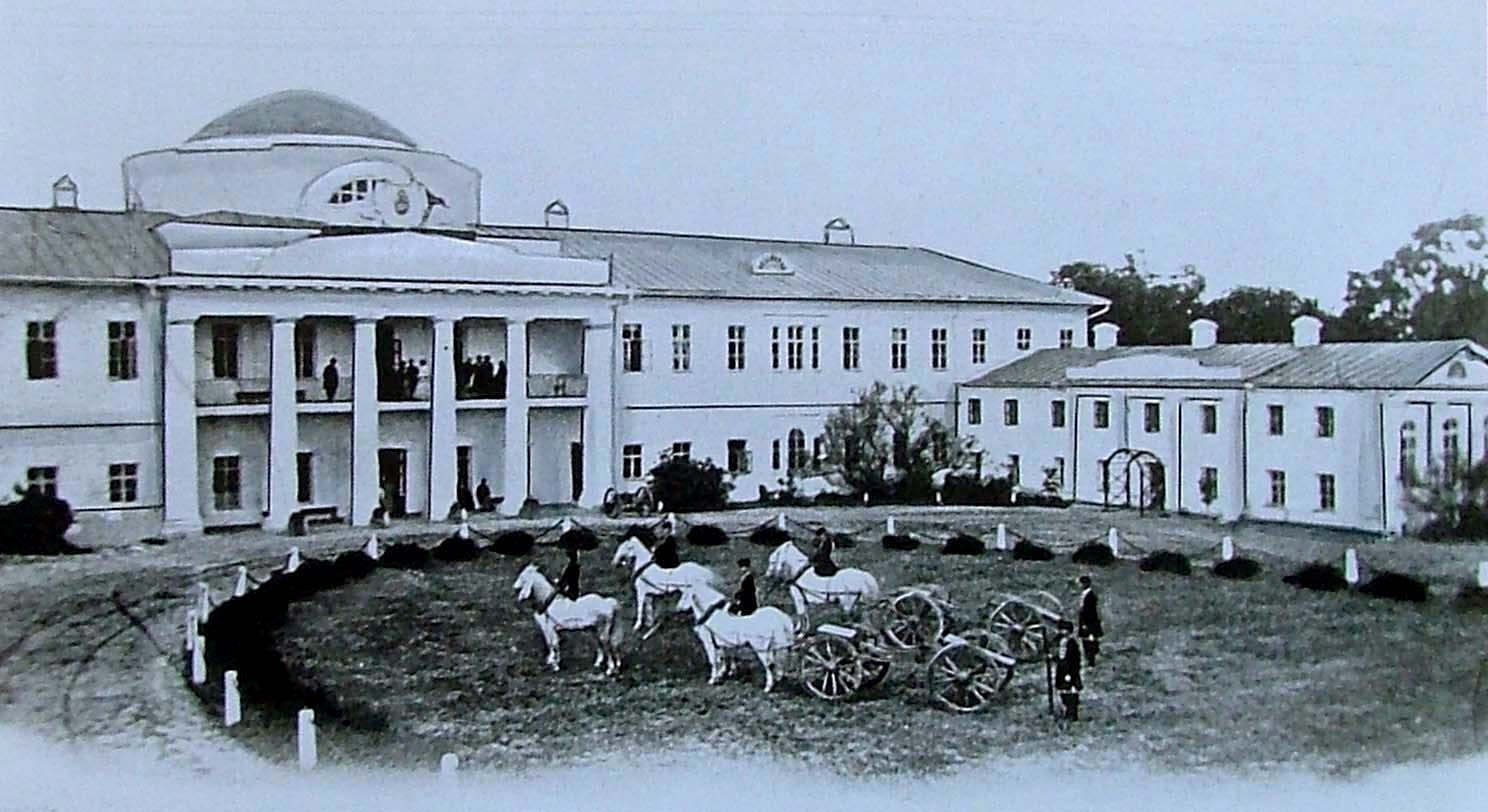
Парадный фасад дворца
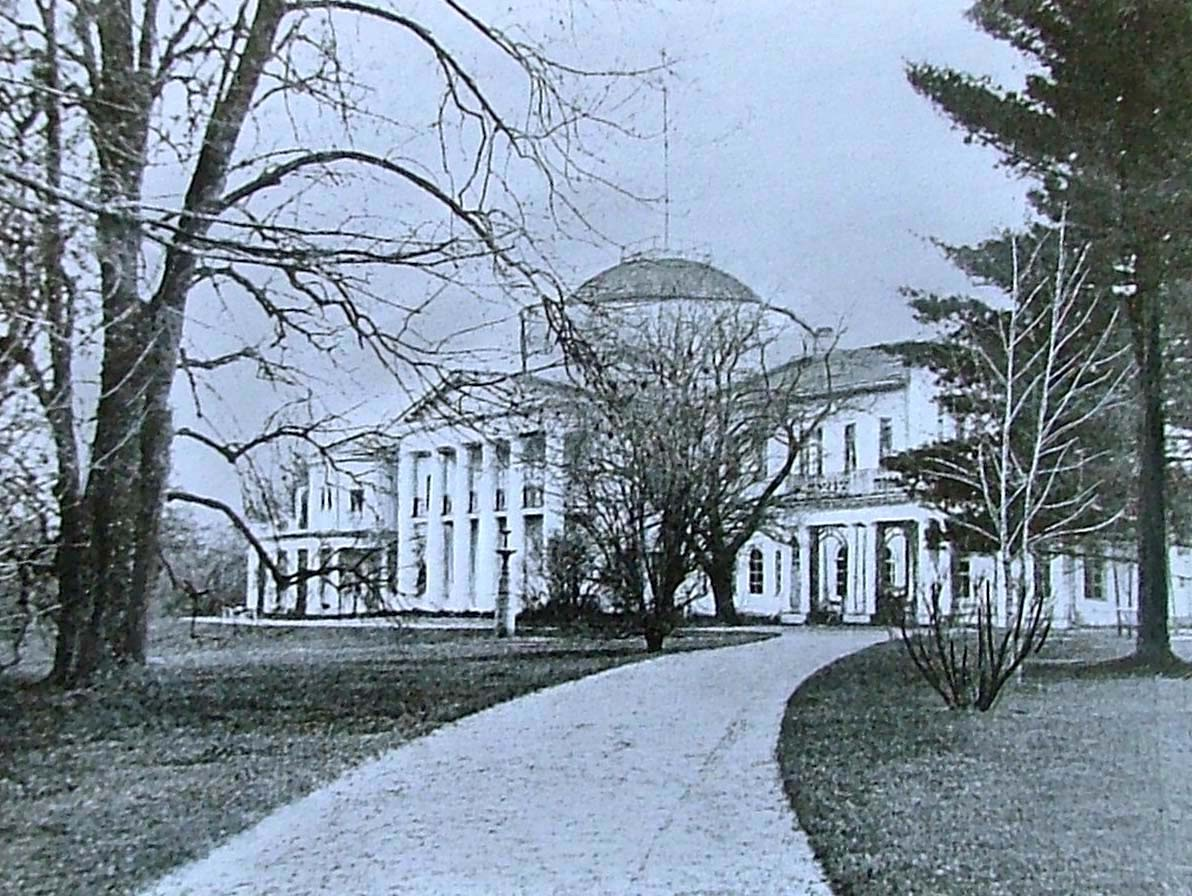
Садовый фасад дворца
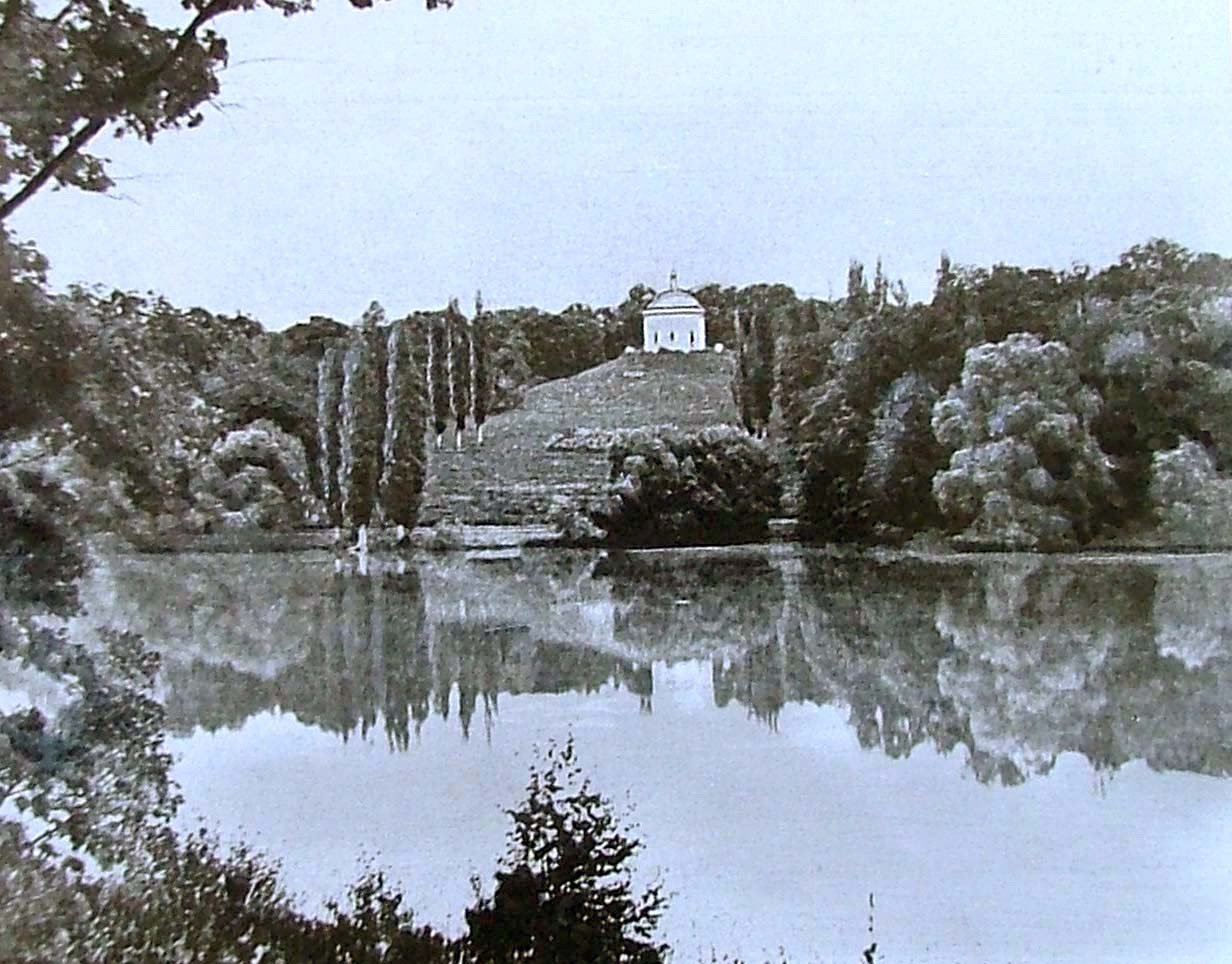
Павильон Глинки

При Василии Тарновском-младшем в Качановке было построено здание каменной оранжереи с застеклёнными рамами, с тремя отделениями для растений и двумя коридорами, и две каменные теплицы. Его парковедческие опыты были примером для подражания для других владельцев усадеб и удостаивались упоминания в специализированных изданиях:

Парк В. В. Тарновского в Качановке на рубеже Прилукского уезда, всего за 15 верст от Тростянца, также примечателен богатством редких экземпляров громадных деревьев, разновидностей кленов, лип, ясеней, каштанов и берёз. Василь Васильевич и доныне продолжает увеличивать свой парк частично способом И. Н. Скоропадского, а также благодаря пересадке больших деревьев. Несколько лет назад он посадил подаренные Скоропадским два сибирских, высотой в 20 аршин (14 м), кедра, привезённых на 9 парах волов, которые чудесно принялись

Сохранилось описание усадьбы этого времени. Всю центральную часть первого этажа занимал Летний зал, в котором росли тропические растения, стены увивал плющ, а по углам для гостей были расставлены диваны из красного дерева. Наверх вела широкая лестница, устланная красным ковром. На втором этаже располагался Рыцарский зал, стены которого были увешаны старым оружием и портретами полководцев, вельмож и гетманов. Далее располагалась галерея с бюстами предков Тарновского, начиная с коронного гетмана Яна Тарновского. В зале-музеи стояла роскошная мебель, с сиденьями, которые украшали картинки цветов, фруктов и фантастических птиц, вышитых мелким бисером. Далее располагались парадная столовая с розоватыми колонами, в которой Глинка работал над «Русланом и Людмилой», библиотека, бильярдная и знаменитая комната «Фонарик» с цветными витражами в стрельчатых окнах. В картинной галереи дворца имелись работы кисти Теньера, Ван Дейка, Иванова, Брюллова, Кипренского и Айвазовского.

Фотографии 1870-80-х годов с видами Качановской усадьбы
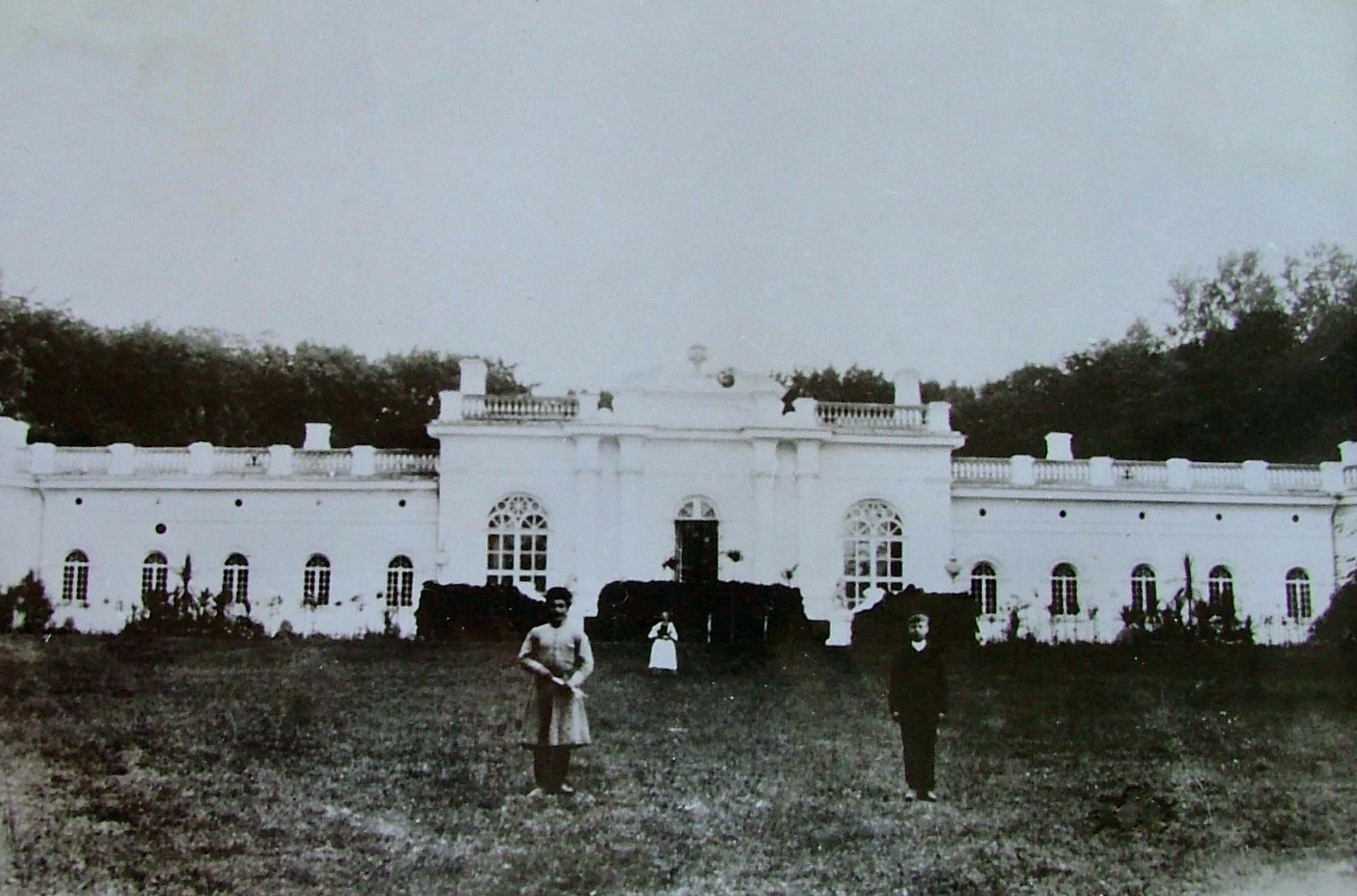
Оранжерея
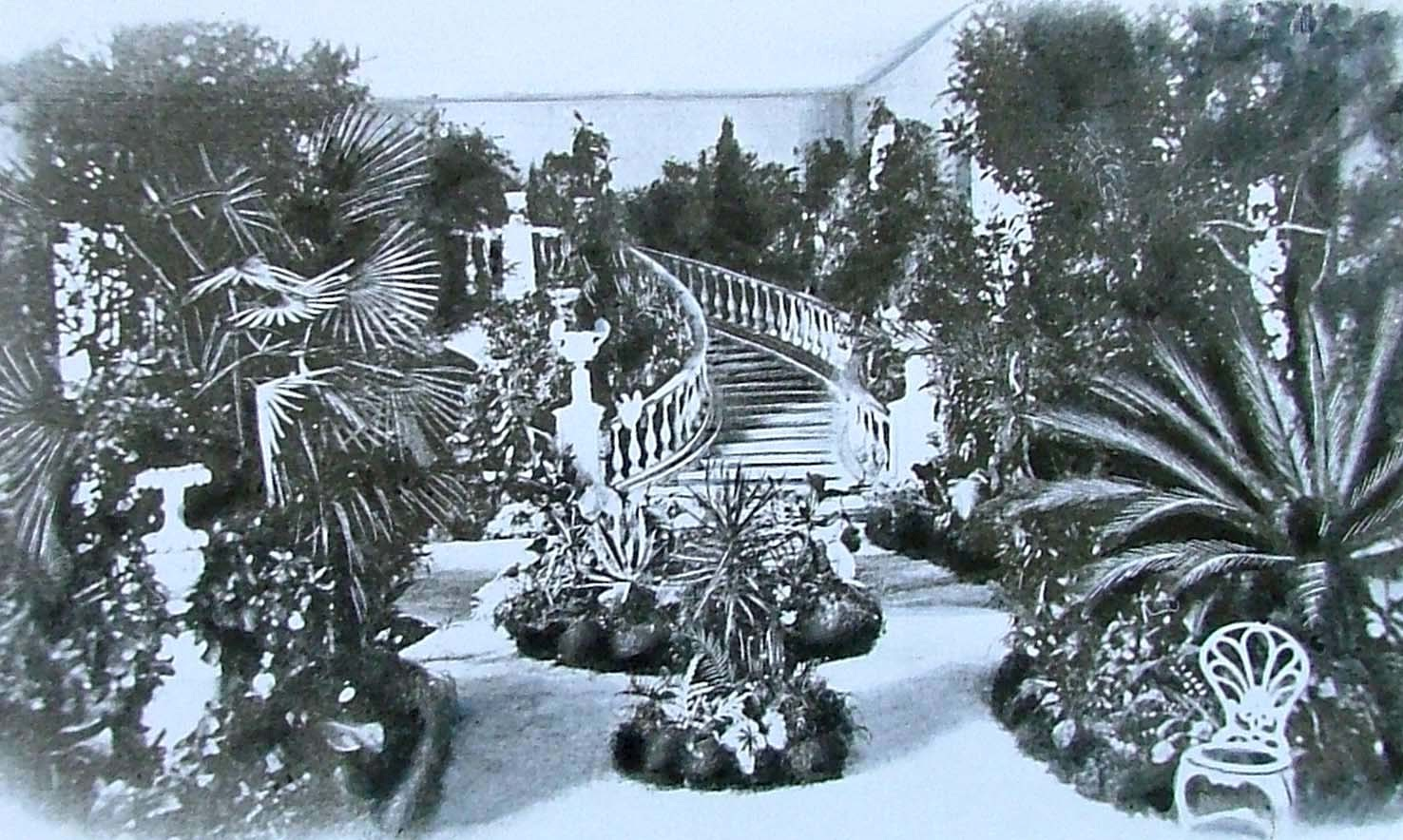
Зимний сад
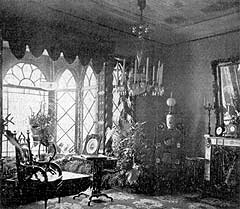
Будуар (фарфоровый камин Миклашевского и малахитовые с бронзой часы)

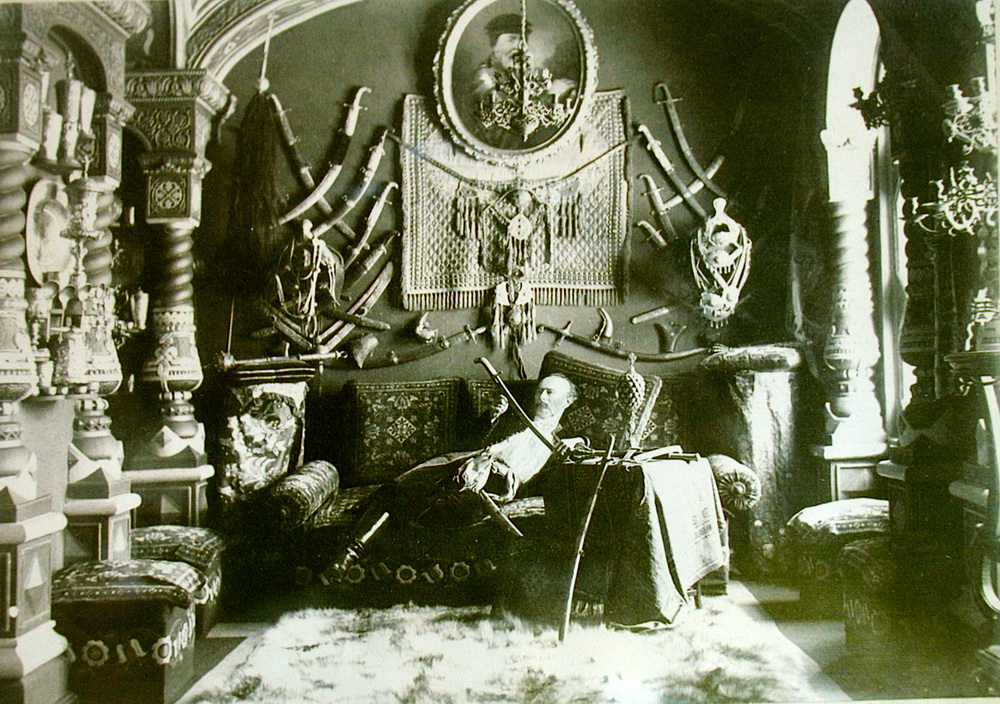
Фотография кабинета-музея В. В. Тарновского-младшего. Хозяин с саблей Мазепы в руках

В имении хранилась и знаменитая коллекция В. В. Тарновского-младшего, которую он начал собирать ещё в студенческие годы. Основу для уникального собрания составляли казацкие реликвии. Среди раритетов коллекции были сабля Богдана Хмельницкого, личные вещи Ивана Мазепы, Семёна Палия, Павла Полуботка, Кирилла Разумовского, казацкие сабли, клейноды, гетманские универсалы, портреты многих деятелей времён казацкого движения. Это был настоящий музей украиноведения. Особое место в коллекции занимали вещи, связанные с Тарасом Шевченко, число которых составляло 758 единиц.
При Василии Тарновском-младшем Качановка вновь стала одним из центров культурной жизни, который посещали известные художники, писатели и учёные того времени. Интерес к его коллекции привёл в Качановку Илью Репина, работавшего в это время над картиной «Запорожцы пишут письмо турецкому султану». Почти всё лето 1880 года вместе со своим учеником Валентином Серовым художник провёл в усадьбе. Хозяина усадьбы он запечатлел в образе угрюмого казака на «Запорожцах», картине «Запорожский полковник» («Гетман») и рисунке «Казак», а его жену Софью Васильевну в картине «У рояля». Кроме того, в Качановке художник почти полностью написал картину «Вечерницы», а также акварель «Аллея в парке. Качановка»

Картины Репина написанные в Качановке в 1880 году
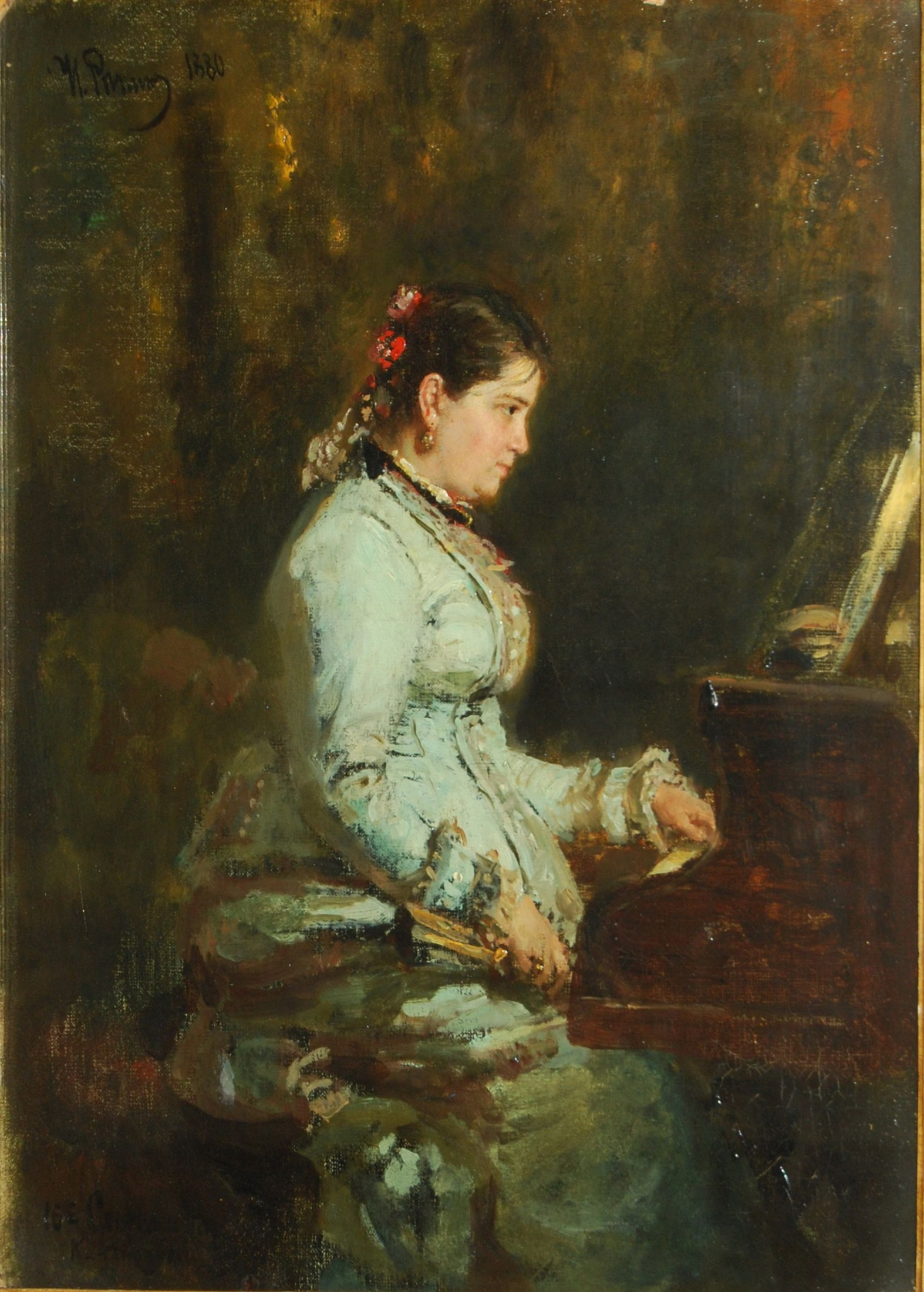
«У рояля. Портрет Софии Тарновской»
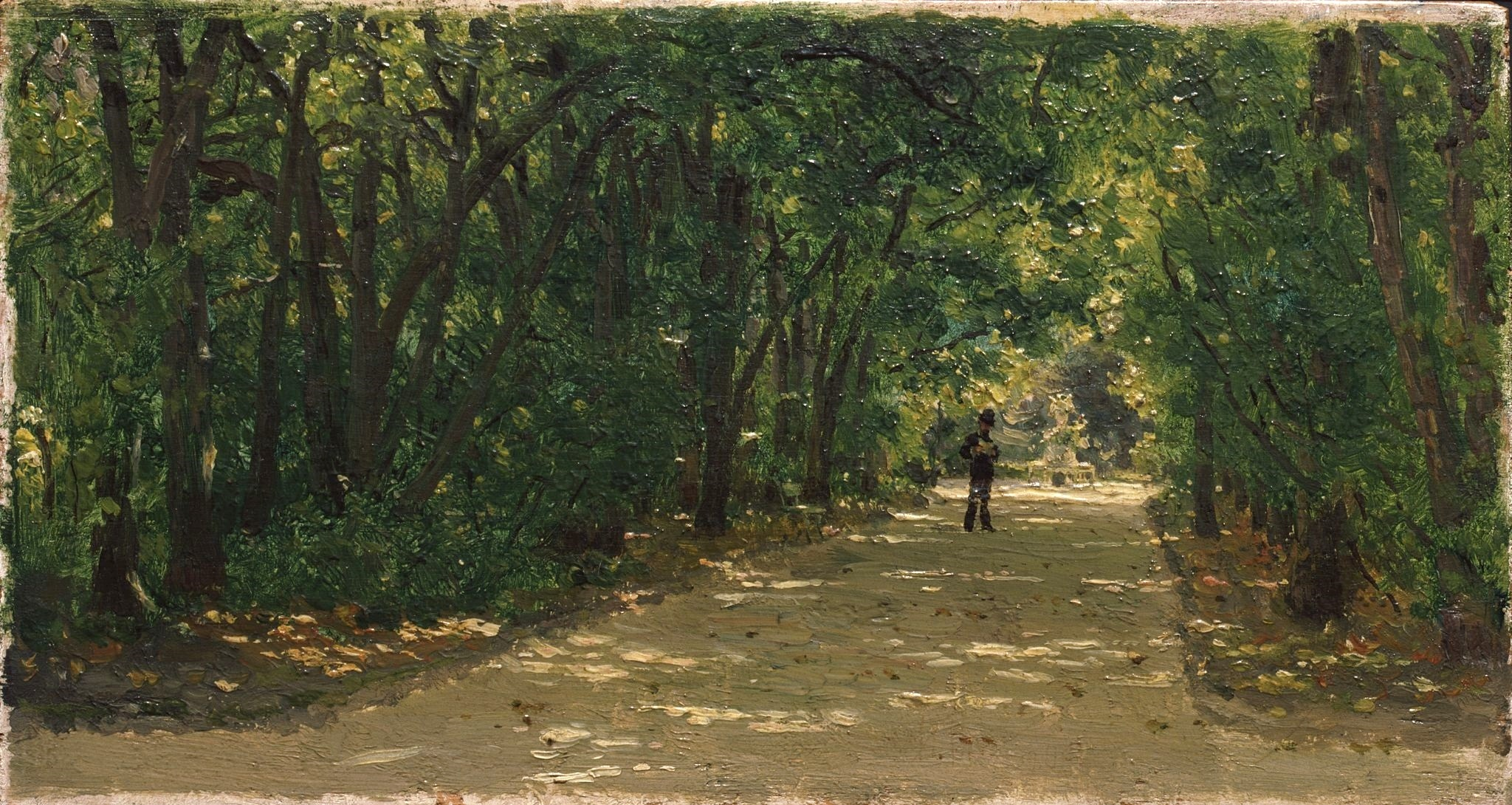
«Аллея в парке. Качановка»
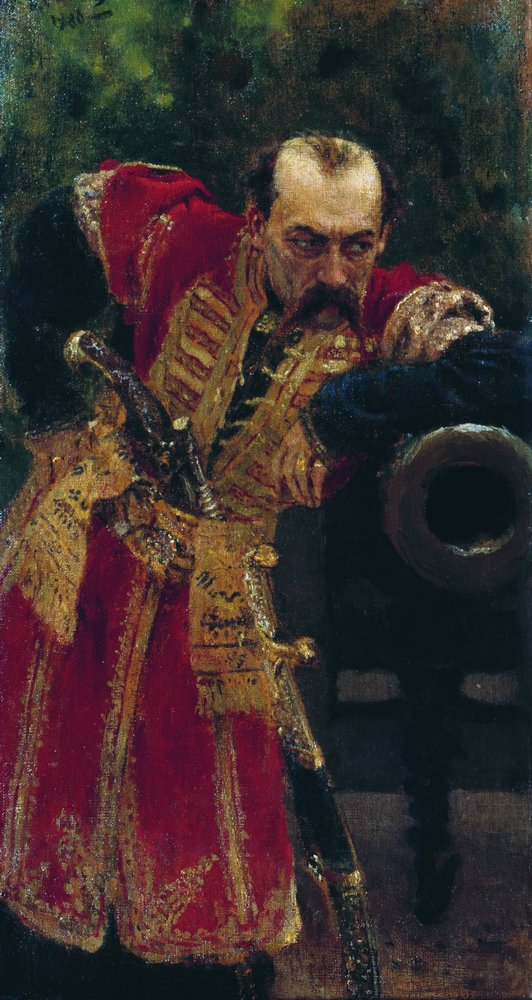
«Запорожский полковник» («Гетман»)

Постоянно жили в Качановке друг Тараса Шевченко Григорий Честаховский и, работавший учителем рисования у господских детей, художник Александр Агин. Оба они были похоронены на территории имения. Частыми гостями в имении во времена Василия Тарновского-младшего были художники братья Константин и Владимир Маковские. Известны работы Константина Маковского, бывавшего в имении со своей женой Юлией Петровной и маленьким сыном Сергеем в летние месяцы с 1878 по 1888 годы, написанные в Качановке: картина «Запорожский казак» с изображением хозяина имения в казачьем костюме, картина «Помещица» на которой изображена Л. В. Тарновская и её старый слуга, бывший крепостной Иван Тихонович, портрет жены хозяина Софьи Васильевны Тарновской, натюрморт «Цветы», картины «Гаданье», «Русалки», «У костра. Качановка». Натурой для его картины «Весення Вакханалия» стали «романтические руины» качановского парка.

Качановка в работах Константина Маковского
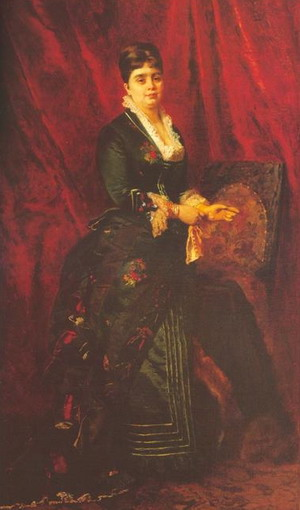
«Портрет С. В. Тарновской» (1879)
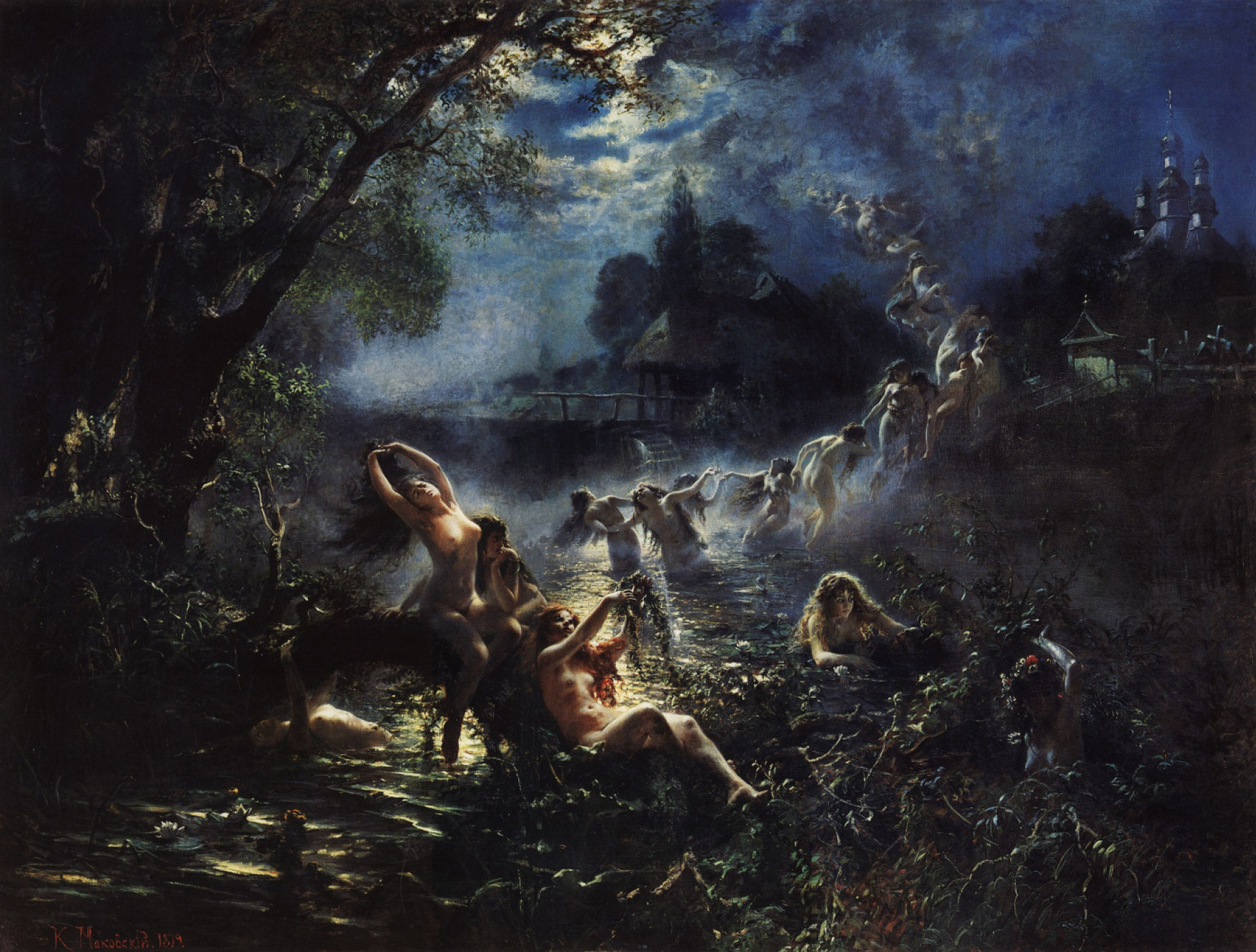
«Русалки» (1879)
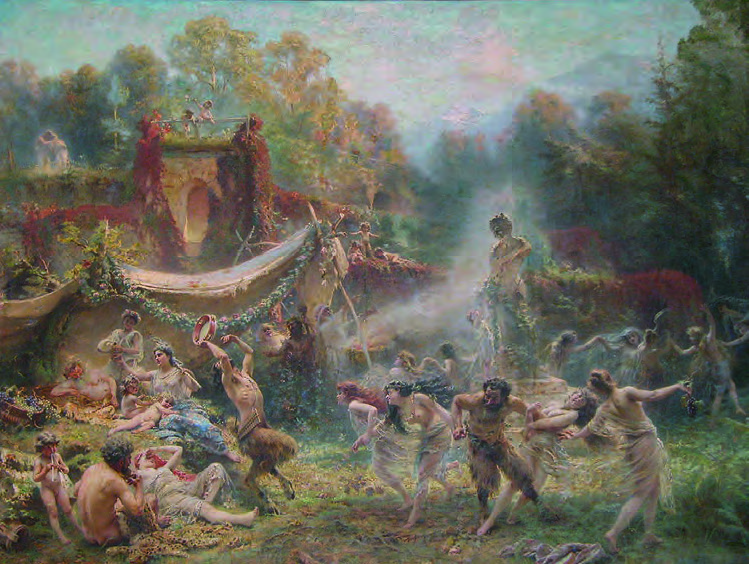
«Весенняя вакханалия» (1881)
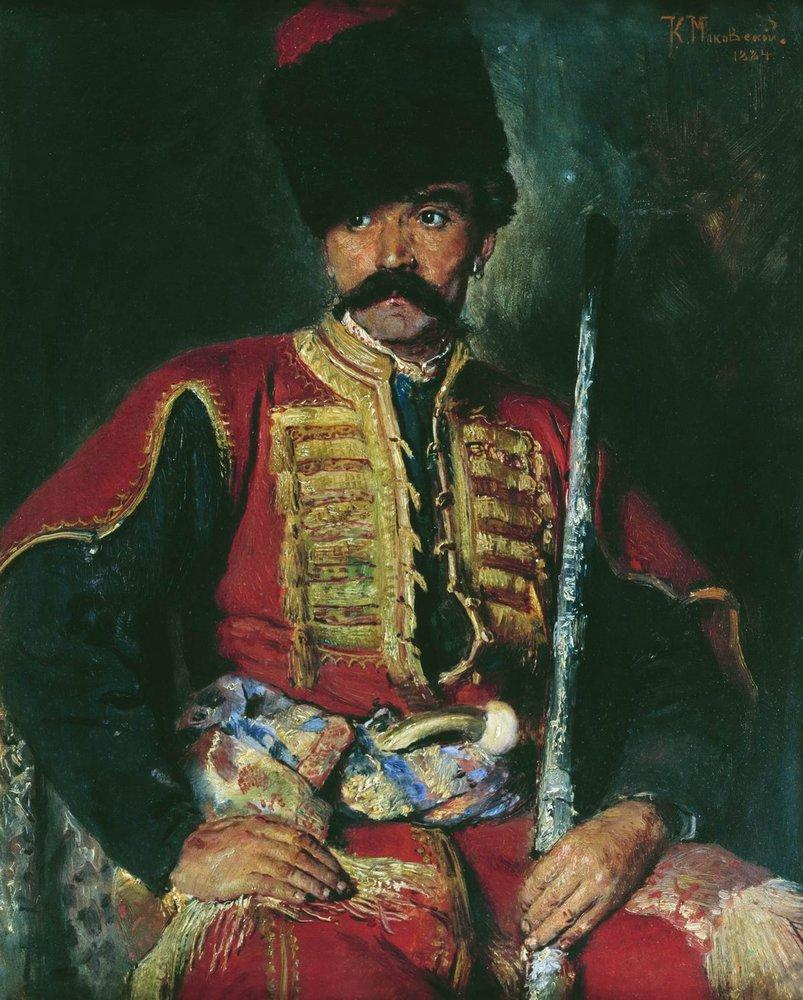
«Запорожский казак» (1884)
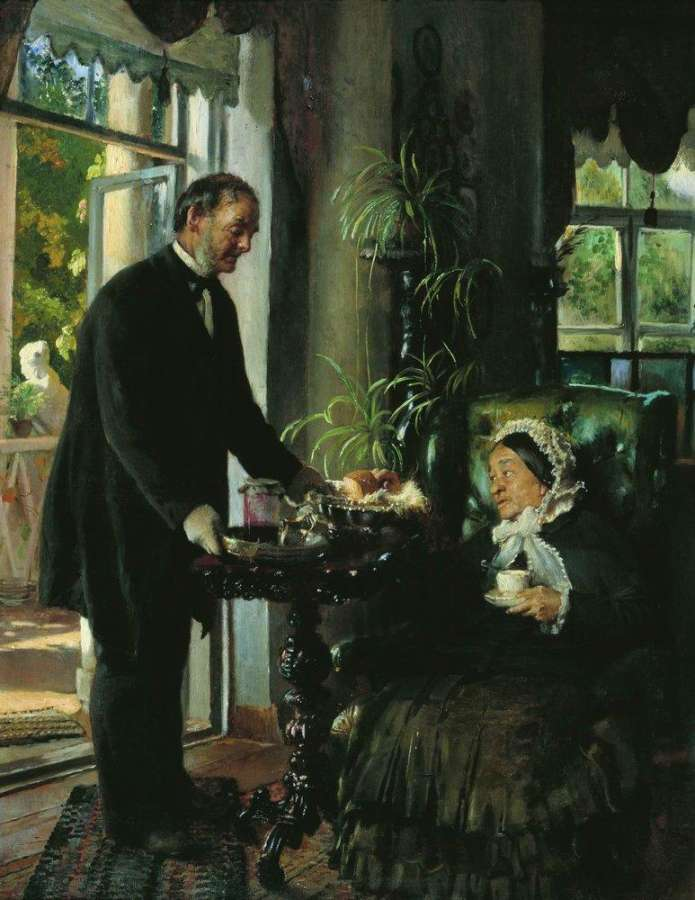
«Помещица» (портрет Л. В. Тарновской и её слуги Ивана Тихоновича) (1886)
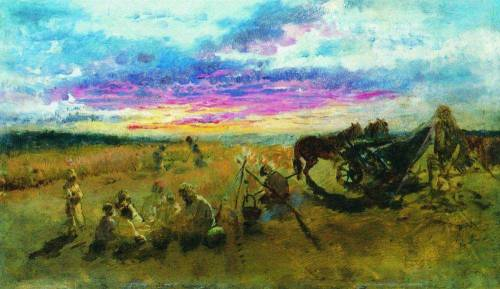
«У костра. Качановка» (1888)

### Харитоненко

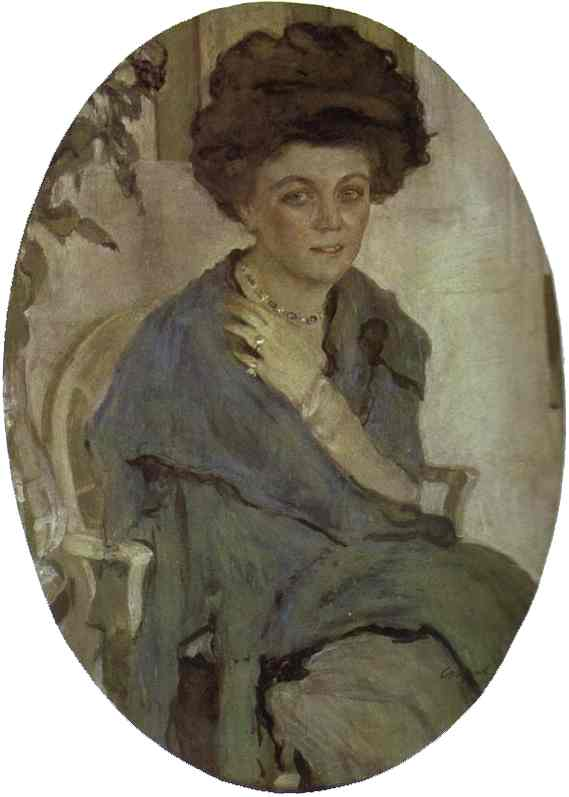
Портрет Елены Олив работы В. Серова (1909)

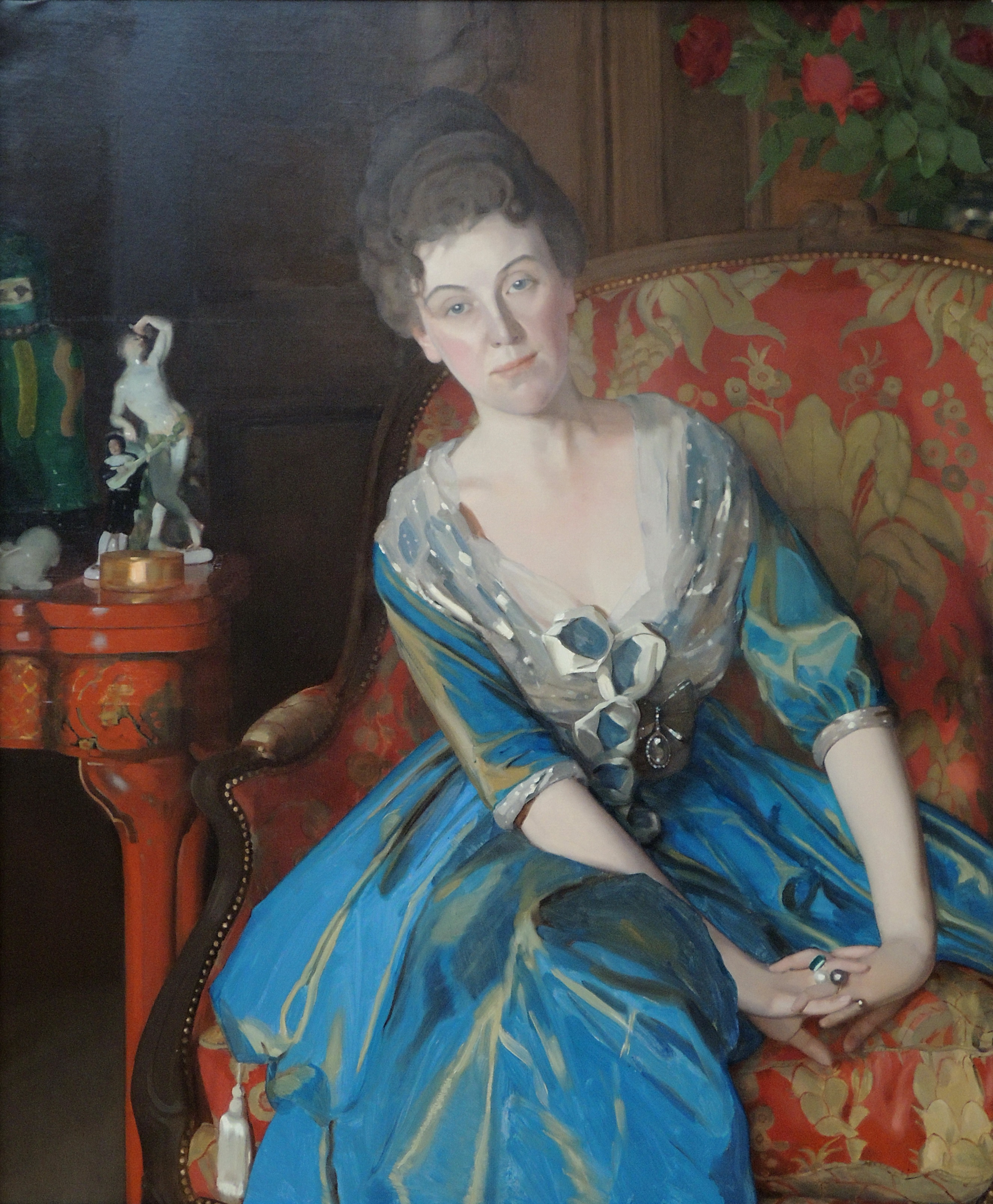
Портрет Елены Олив работы К. Сомова (1914)

Значительные расходы на благотворительность и коллекционирование, расточительный образ жизни поставили Василия Тарновского-младшего на грань разорения. В 1898 году он был вынужден продать Качановку вместе с сахарным заводом в Парафиевке за миллион рублей «сахарному королю» Павлу Харитоненко. Свою коллекцию Тарновский передал в дар черниговскому земству и позже она вошла в состав Черниговского художественного музея. Усадьба Качановка предназначалась в приданое дочери Павла Харитоненко — Елене, которая готовилась к замужеству за князем Михаилом Александровичем Урусовым.
Харитоненко увеличил территорию парка за счёт выкупленных у крестьян лесов, провёл в усадьбу электричество и телефон. При нём декор фасадов дворца стал богаче, но основные изменения коснулись флигелей и башни — у флигелей был разобран второй этаж, а к пристроенной к дворцу башне, ставшей водонапорной, напротив, добавлен третий ярус. Сами флигели и башня были отделаны в том же стиле, что и центральная часть дворца. На въезде и у церкви были утроены пилоны, в придворцовой части парка установлены скульптуры, а на одной из полян разместился кегельбан, гигантские шаги, крокетная площадка. В парке, в районе «Швейцарии» были установлены две беседки, а на «Хвойной горке» в деревянном вольере разместили певчих птиц. При нём было начато строительство ещё одного паркового моста. Все эти работы проводились архитектором Карлом Шольцем, а в 1912—13 годах в Качановке работал архитектор Андрей Белогруд, который, в частности спроектировал птичник.
В 1907 году у Георгиевской церкви состоялась дуэль между подозревавшим в супружеской неверности Елену князем Урусовым и её предполагаемым любовником бароном Михаилом Оливом. После дуэли Михаил Урусов покинул усадьбу и развёлся с Еленой Павловной, а в следующем году она вышла замуж за барона Михаила Олива.
После смерти Павла Харитоненко в 1914 году Елена и Михаил Оливы стали полноправными владельцами усадьбы. Будучи заядлыми коллекционерами, как и предыдущие владельцы имения, Оливы поддерживали связь с известными художниками — в 1915 году Качановку посетили художники Мстислав Добужинский и Кузьма Петров-Водкин. Последний, будучи в восторге от Качановки, писал в письме к жене:

Представь себе хорошо ухоженный парк на 700 десятин с огромными прудами и вековечными деревьями… А в центре всего этого — замок на 76 комнат, переполненный редкой мебелью и художественными произведениями… Я прошёл по всему дому, как во сне…

Добужинский в Качановке написал две парковые работы: акварель «Колоннада в Качановке» (местонахождение не известно) и «Сфинксы в Качановке» (Музей русского искусства в Киеве).

### Советский период
После Октябрьской революции, в 1918 году усадьба была национализирована и начала разрушаться. В неохраняемом дворце крестьяне разворовали картины и мебель. Охрана в парке также была снята, в результате чего мраморные и каменные статуи и бюсты были украдены или уничтожены (сохранилась только «Осень»), «романтические руины» и беседка Глинки разбирались местным населением на кирпич. Большая часть парка была передана на баланс Лесхоззага, в нём начали заготавливать дрова, он начал зарастать самосевом из-за чего терялись композиционные акценты, исчезали парковые перспективы. В Георгиевской церкви устроили клуб, а мраморные панели во дворце выкрасили синей масляной краской. В декабре 1922 года инспектор Губнаробраза писал в своей докладной записке:

Древние развалины особой архитектуры, находящиеся под горой, разбираются на кирпич местными жителями. Беседка, в которой работал знаменитый композитор Глинка тоже растаскивается… Ныне охраны нет.

С 1925 по 1933 годы в усадьбе размещалась детская коммуна им. Воровского, Несмотря на то, что в 1928 году Нежинский окрисполком объявил Качановку заповедником местного значения, но решение это осталось на бумаге и состояние усадьбы продолжало ухудшаться — был уничтожен фонтан, а в «романтических руинах» устроена хлебопекарня.

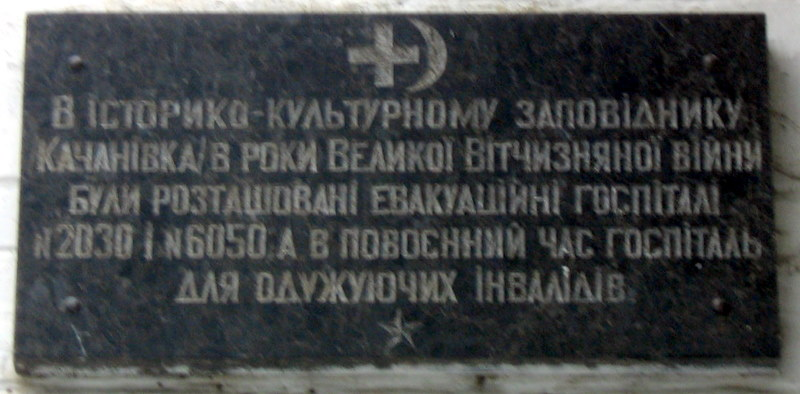
Мемориальная доска в Качановке, сообщающая что в годы Великой Отечественной войны на территории усадьбы находились эвакуационные госпитали, а в послевоенное время — госпиталь для выздоравливающих инвалидов

Во время Великой Отечественной войны на территории усадьбы находились эвакуационные госпитали № 2030 и № 6050, а в послевоенное время — госпиталь для выздоравливающих инвалидов, о чём сейчас сообщает мемориальная доска на здании администрации. Усадьба продолжала приходить в запустение. Большие пейзажные поляны были засажены дубами и грабами, которые со временем разрослись и стали вытеснять старые деревья, закрыли пейзажные группы и виды, изменили микроклимат парка. Декоративные плодовые кустарники выродились, уменьшилось количество птиц, а качановские ивы, дубы и каштаны стали поражены болезнями.
В 70-е годы XX века в усадьбе располагался туберкулёзный санаторий, сотрудники которого и обратились в 1973 году в институт «Укрпроектреставрация» с просьбой провести обследование дворцово-паркового комплекса и выполнить реставрационные работы для сохранения памятника истории и культуры. Специалисты института под руководством архитектора-реставратора М. М. Говденко провели обследование сооружений комплекса и разработали программу реставрационных работ. Реставрация усадьбы началась в 1974 году по проекту архитектора Владимира Новгородова, после 1977 г. была продолжена под руководством Б. Тимофеевой. 24 ноября 1981 года постановлением ЦК Компартии Украины и Совета Министров УССР Качановка была объявлена государственным историко-культурным заповедником.

### Современность
27 февраля 2001 года указом президента Украины заповеднику был предоставлен статус национального.
В заповеднике проводятся научная, поисковая, исследовательская, культурно-просветительская и экспозиционная работы. Усилиями потомков прежних хозяев усадьбы Тарновских, проживающих в Великобритании, Германии и Киеве создано и активно действует международное общество «Друзья Качановки», которое ставит целью привлечение средств и спонсоров для возрождения дворцово-паркового ансамбля и превращения его в международный культурный центр. С 2004 года начато проведение ежегодного литературно-художественного праздника «Качановские музы». Упорядочены четыре туристических маршрута, налажено экскурсионное обслуживание, на основе фондовых материалов созданы новые выставки.
Экскурсионно-туристическое значение Качановки усиливают расположенные вблизи дендропарк «Тростянец» и дворцово-парковые ансамбли в Сокиринцах и Дегтярах, а также неподалёку Густынский Свято-Троицкий монастырь (Густыня) и Ладанский Покровский монастырь (Ладан).

## Описание
Усадебный комплекс расположен на территории 732 гектар (из которых 125,5 гектар — водное плёсо) на двух уровнях. Верхнее плато занимает дворцовый комплекс и регулярный парк, на нижнем расположен пейзажный парк с 12 прудами (из которых два крупнейших — Большой и Майорский), павильоном, скульптурами, мостиками, «руинами». Композиция усадьбы имеет чёткое осевое построение с ориентацией запад — восток.

### Дворец
Качановский дворец построен в стиле русского классицизма с элементами неоклассицизма и представляет собой прямоугольное двухэтажное здание с тремя ризалитами со стороны паркового фасада. Первый этаж дворца кирпичный, второй — деревянный, облицованный кирпичом. Размеры дворца — 73 на 21 метр.
Центральная часть дворца увенчана полусферическим декоративным куполом на высоком рустованном барабане. Ребристый купол увенчивает небольшая смотровая площадка, защищённая металлической решёткой. По периметру барабана имеется ряд овальных окон, обрамлённых профилированными наличниками.
Со стороны главного фасада под прямым углом к дворцу примыкают два одноэтажных флигеля, благодаря которым дворец сохраняет традиционную П-образную в плане форму. Центральная часть главного фасада дворца подчёркнута глубокой двухъярусной лоджией, ограниченной угловыми пилонами и четырёхколонным портиком дорического ордера, несущим антаблемент с триглифами и розетками в метопах. Завершается портик сложным по композиции ступенчатым фронтоном, по обе стороны которого находится парапет—балюстрада, украшенная вазами. По бокам центральной части фронтона расположены скульптуры, а в центре — лепная композиция, ограниченная спаренными пилястрами, несущими антаблемент и треугольный фронтон. Стены главного фасада обработаны рустом. Оконные проёмы прямоугольные, над ними на втором этаже находятся прямые сандрики и лепные украшения.

Главный фасад Качановского дворца
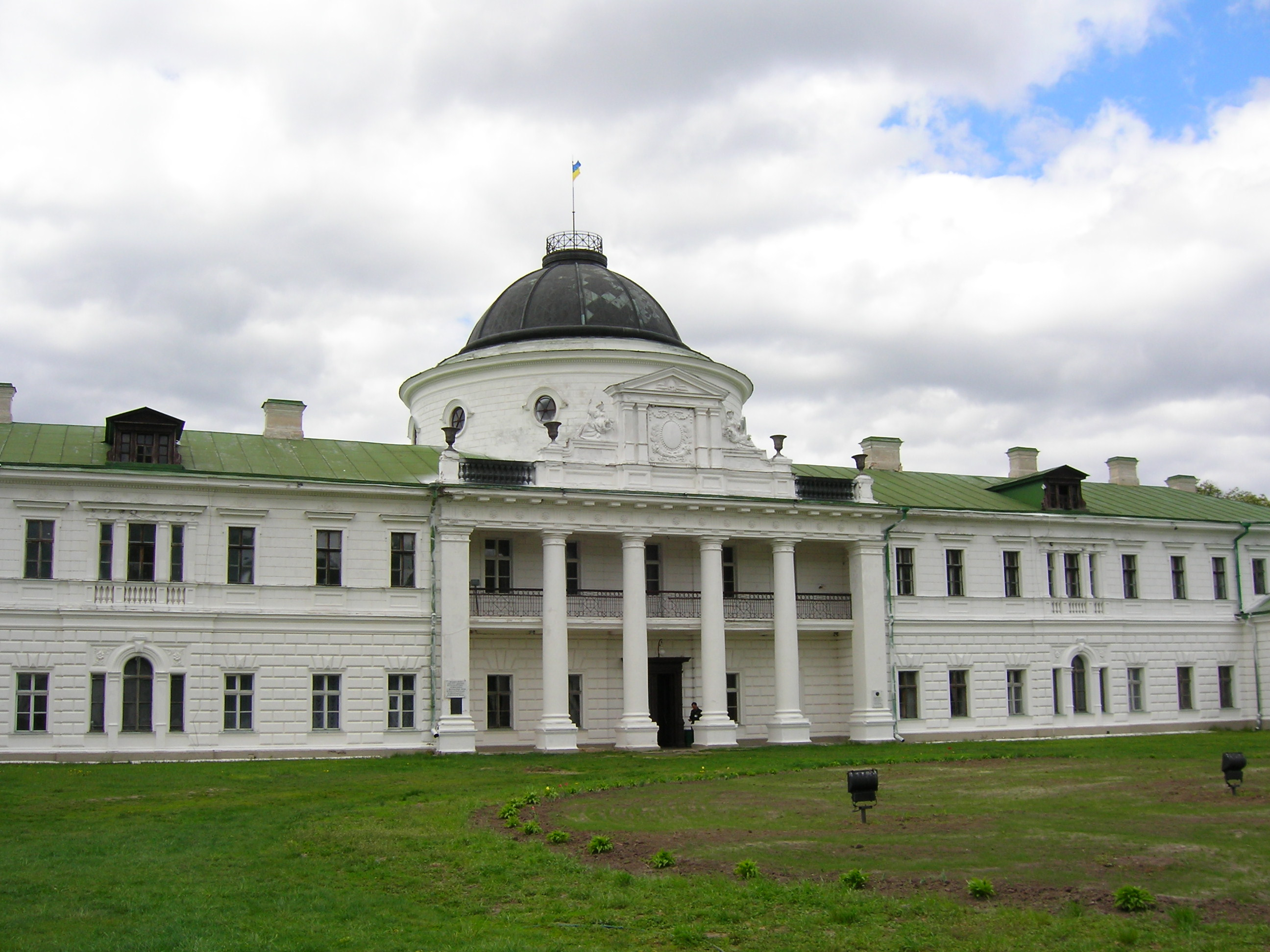
Центральная часть фасада с портиком и куполом на высоком барабане
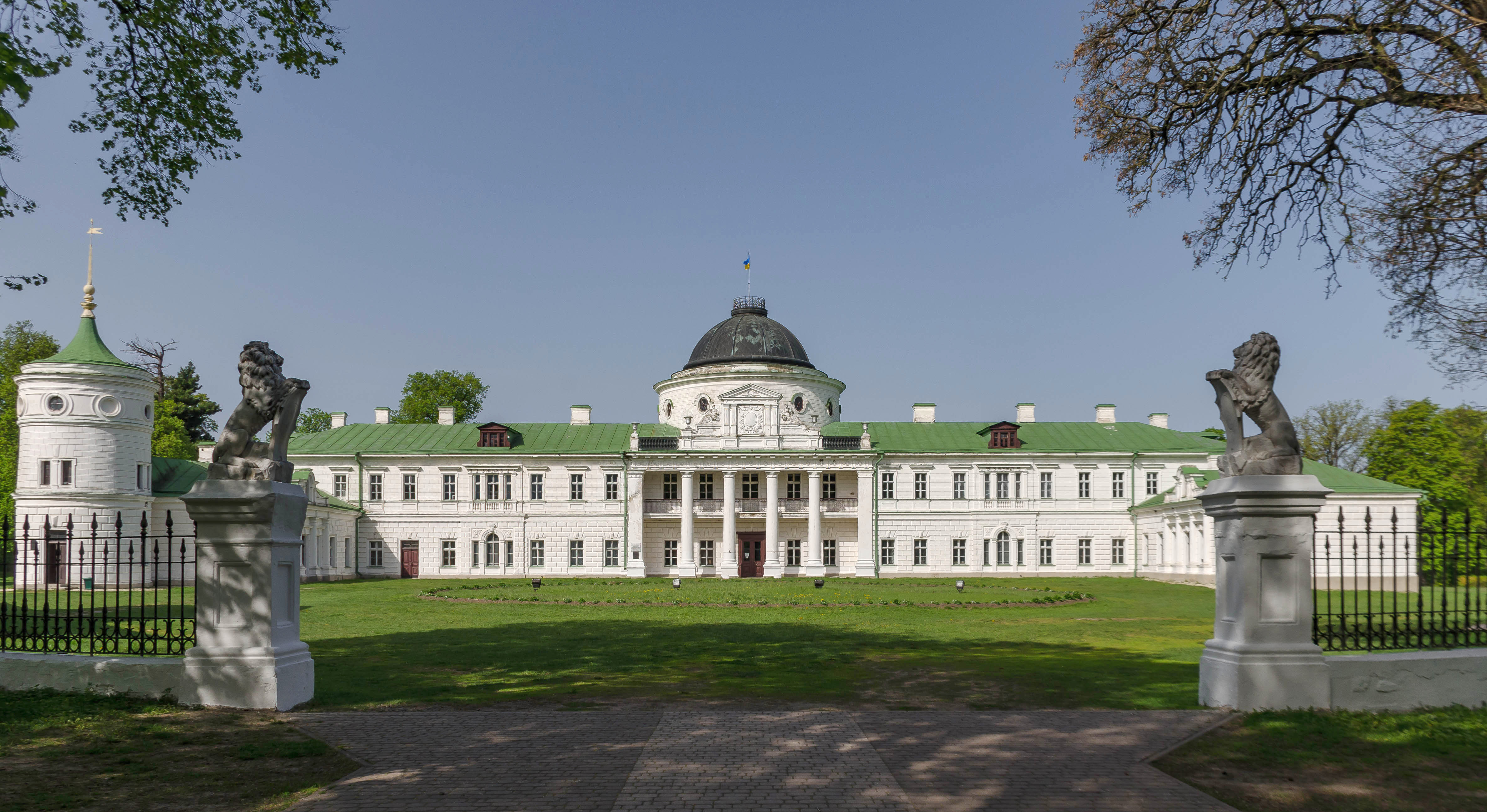
Дворец с флигелями со стороны главного фасада
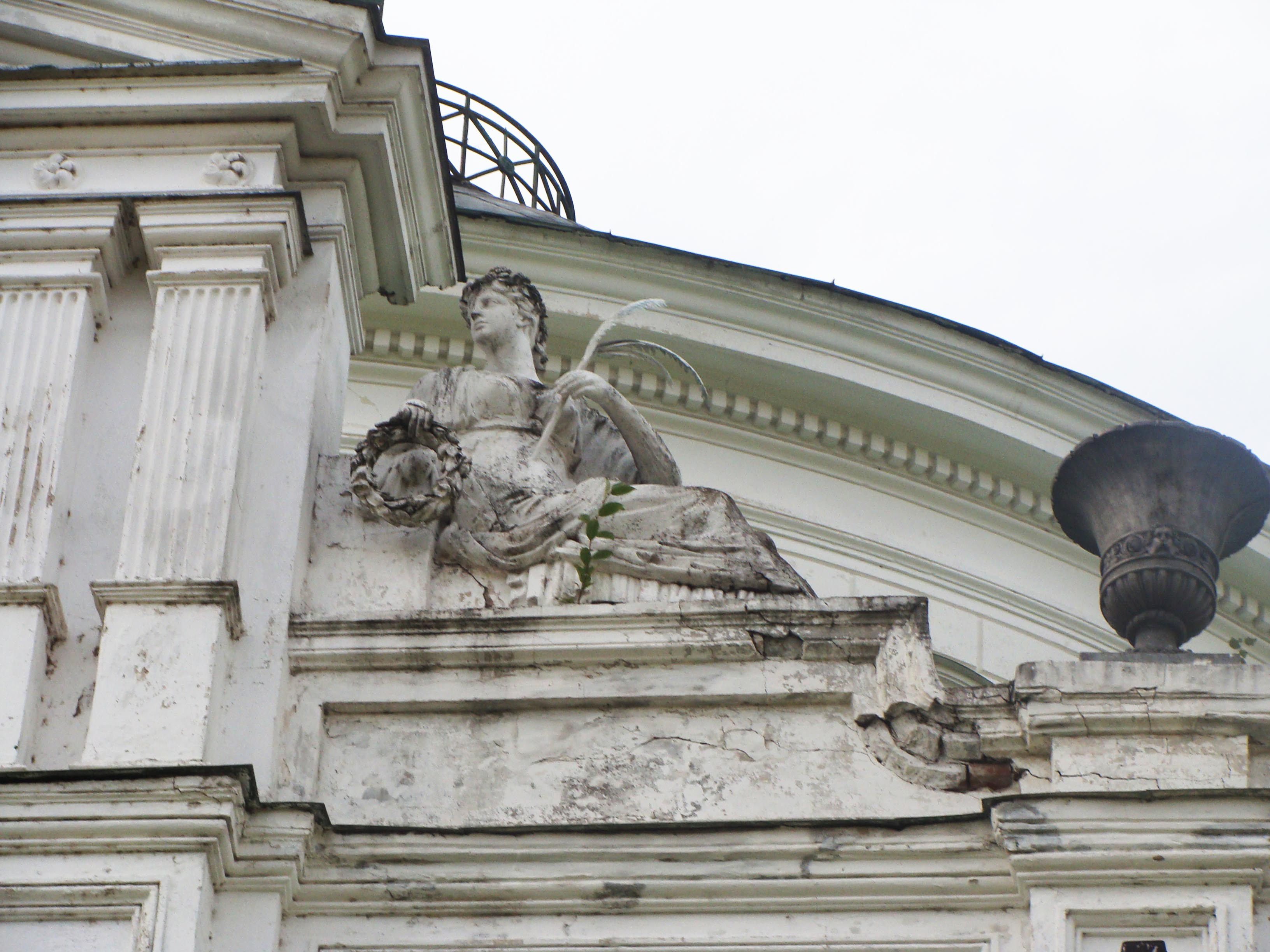
Скульптура рядом с центральной частью фронтона

Парковый фасад близок по решению к главному, но выполнен более живописно. По его центру расположен шестиколонный портик тосканского ордера, увенчанный треугольным фронтоном, в тимпане которого имеется барельефная лепка растительного характера. Ризалиты и торцевые фасады опоясаны колоннадами на уровне первого этажа, которые несут террасы второго этажа с ажурной металлической оградой, им соответствует балкон второго этажа в пределах портика. Ризалиты на первом этаже закруглённые, на втором — пятигранные.

Парковый фасад Качановского дворца
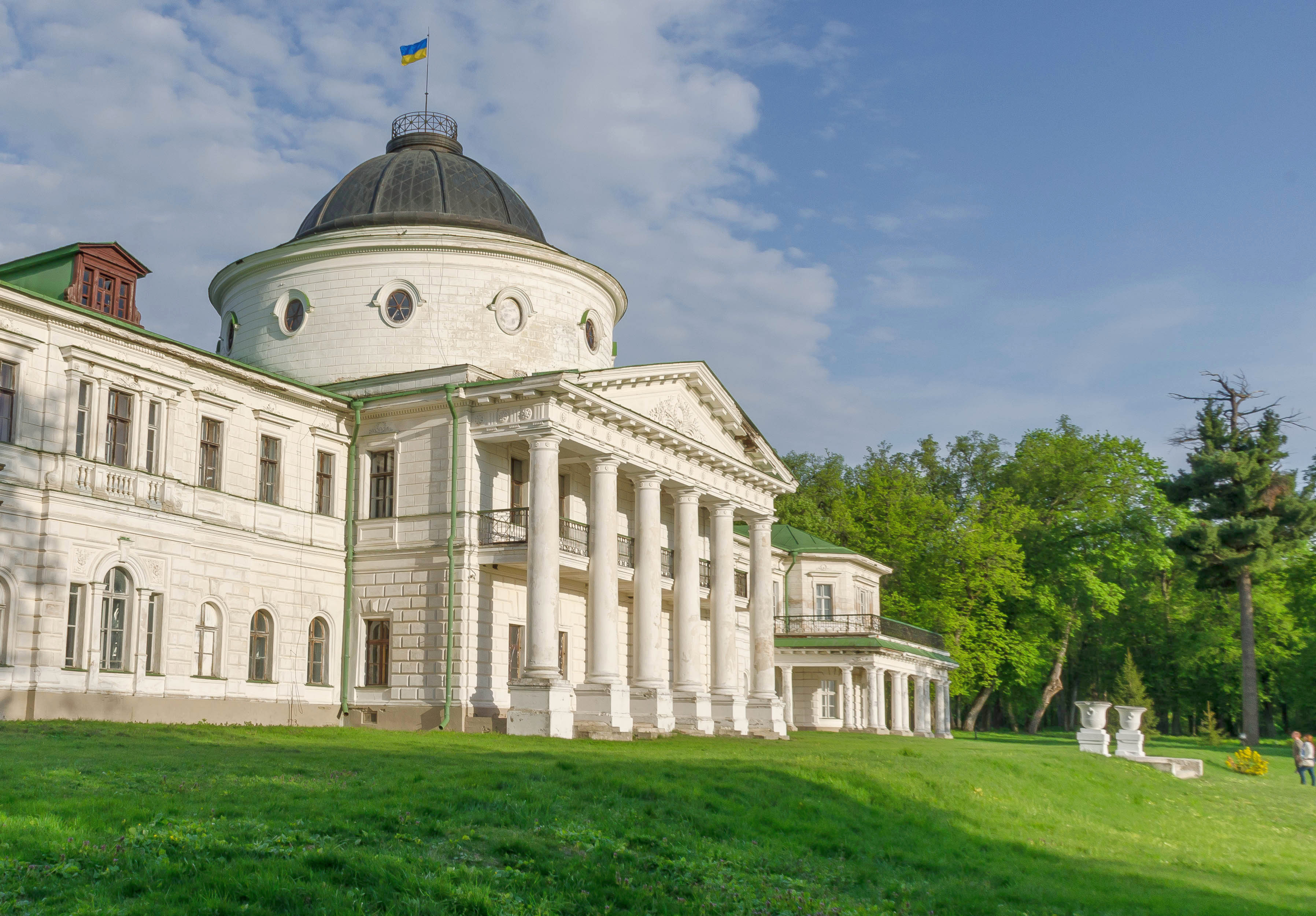
Парковый фасад дворца
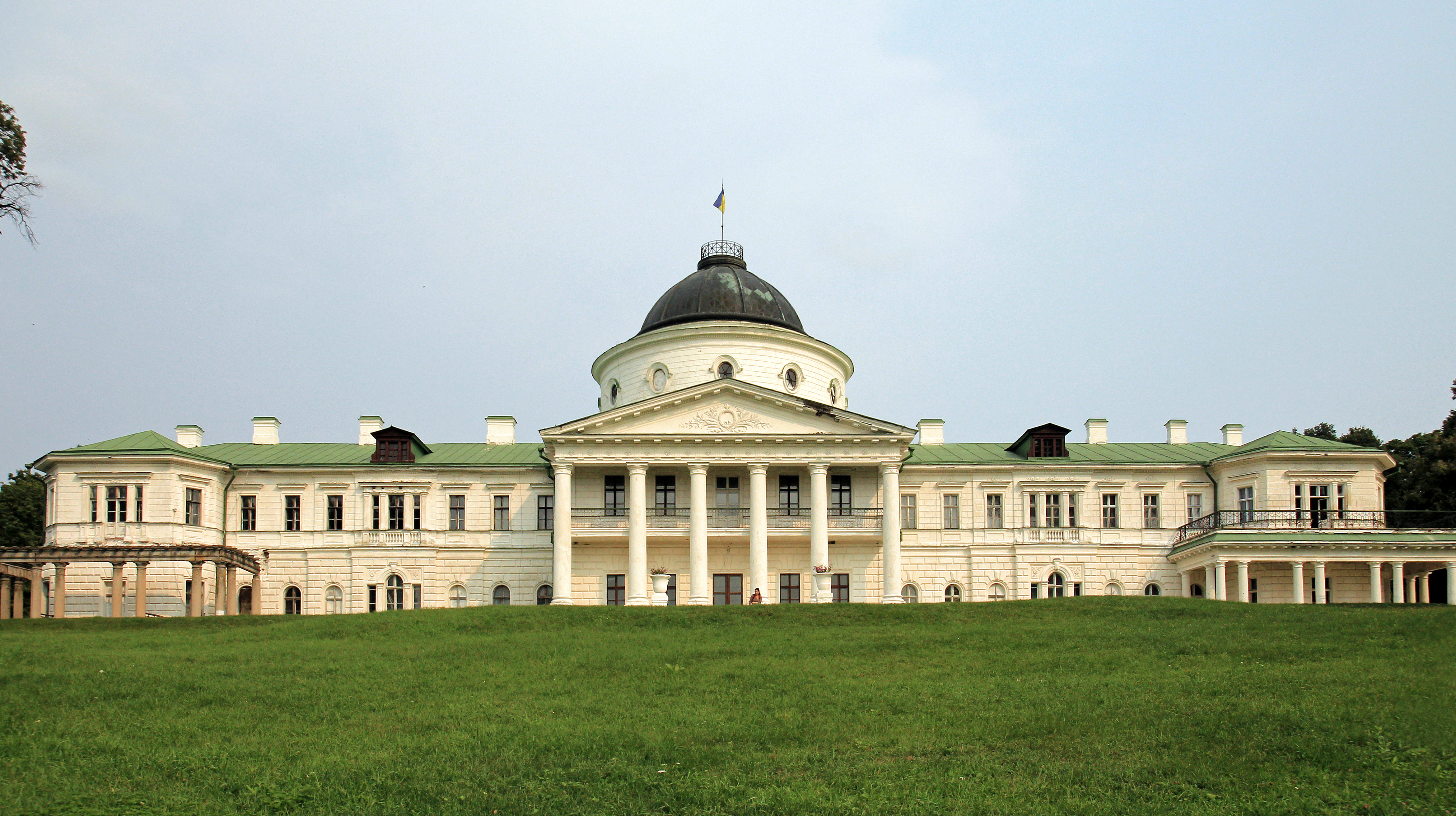
Парковый фасад дворца
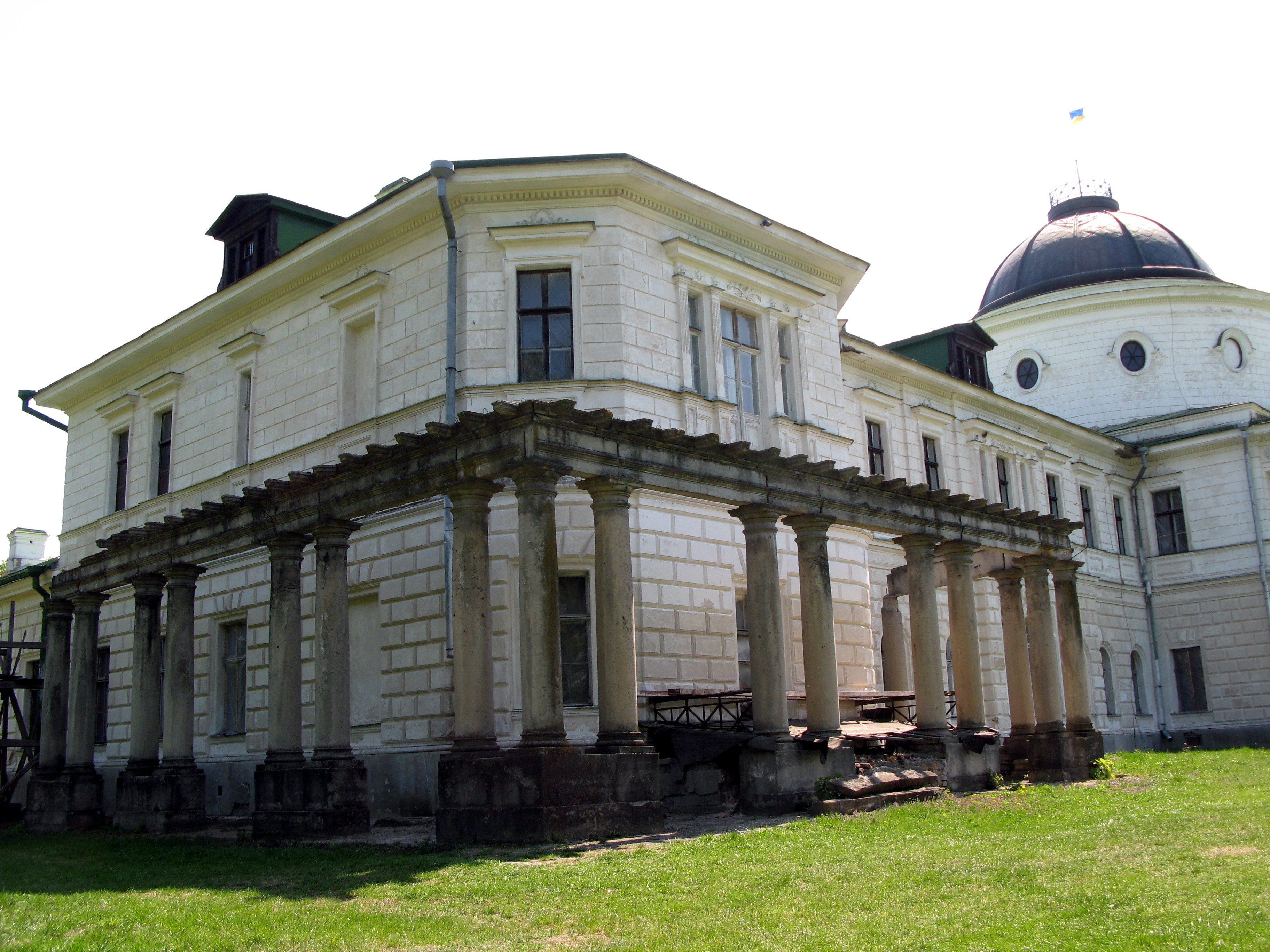
Колоннада, опоясывающая торцевой фасад (на реконструкции)

Дворец имеет внутреннюю коридорно-анфиладную планировку в центральном корпусе и коридорную во флигелях. На первом этаже располагается вестибюль и летний зал, в вестибюле — филёночная обшивка стен и деревянная лестница, ведущая в столовую в которой находится плафон с росписью начала XIX века. Во дворце сохранились фрагменты старинного интерьера — камины, зеркала на мраморных подставках, изразцовые печи. При отделке интерьеров использованы красное дерево, дуб, мрамор, искусственный мрамор, полихромные метлахские изразцы и цветное стекло.

Интерьеры Качановского дворца
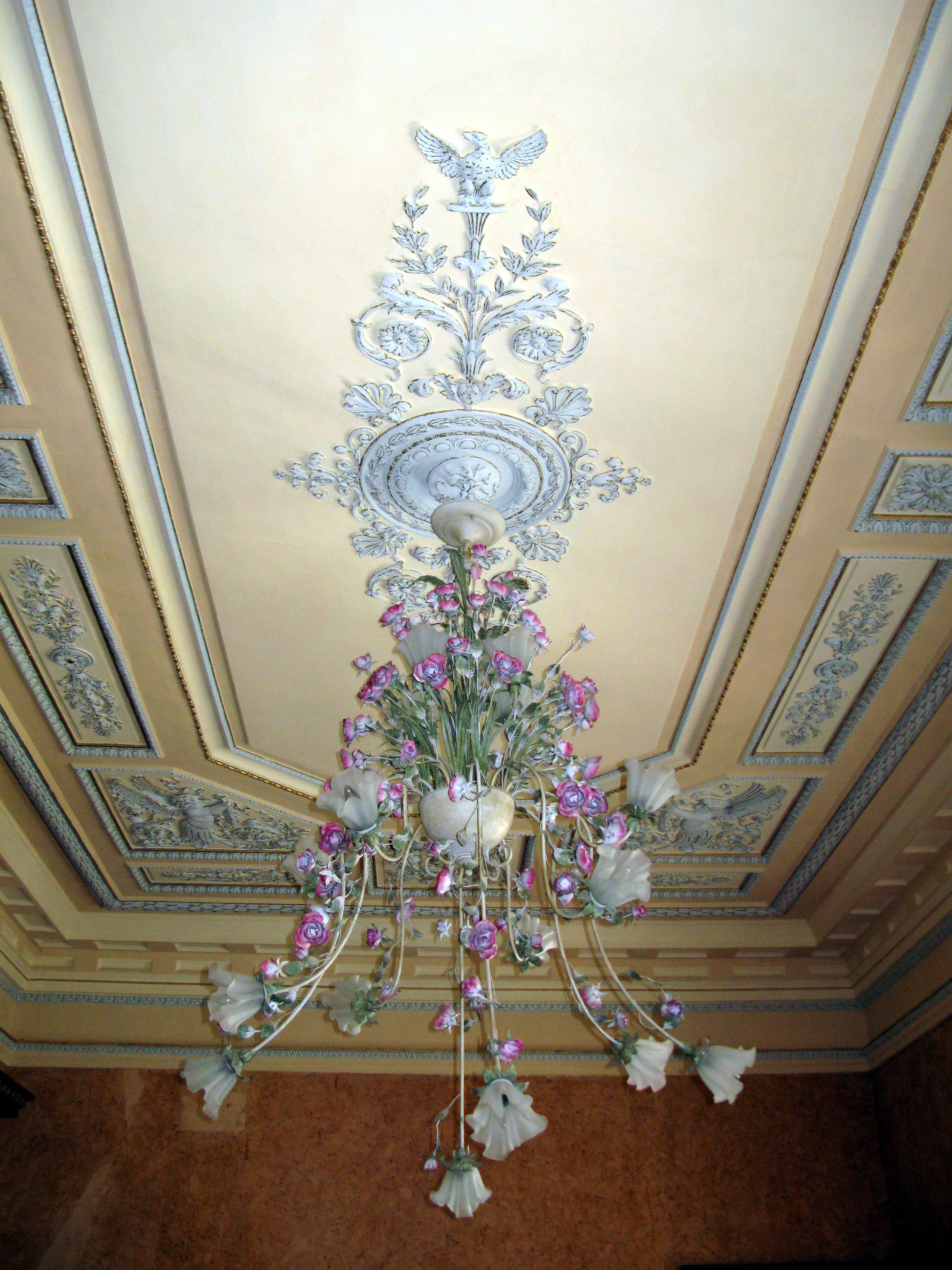
Плафон с росписью начала XIX века
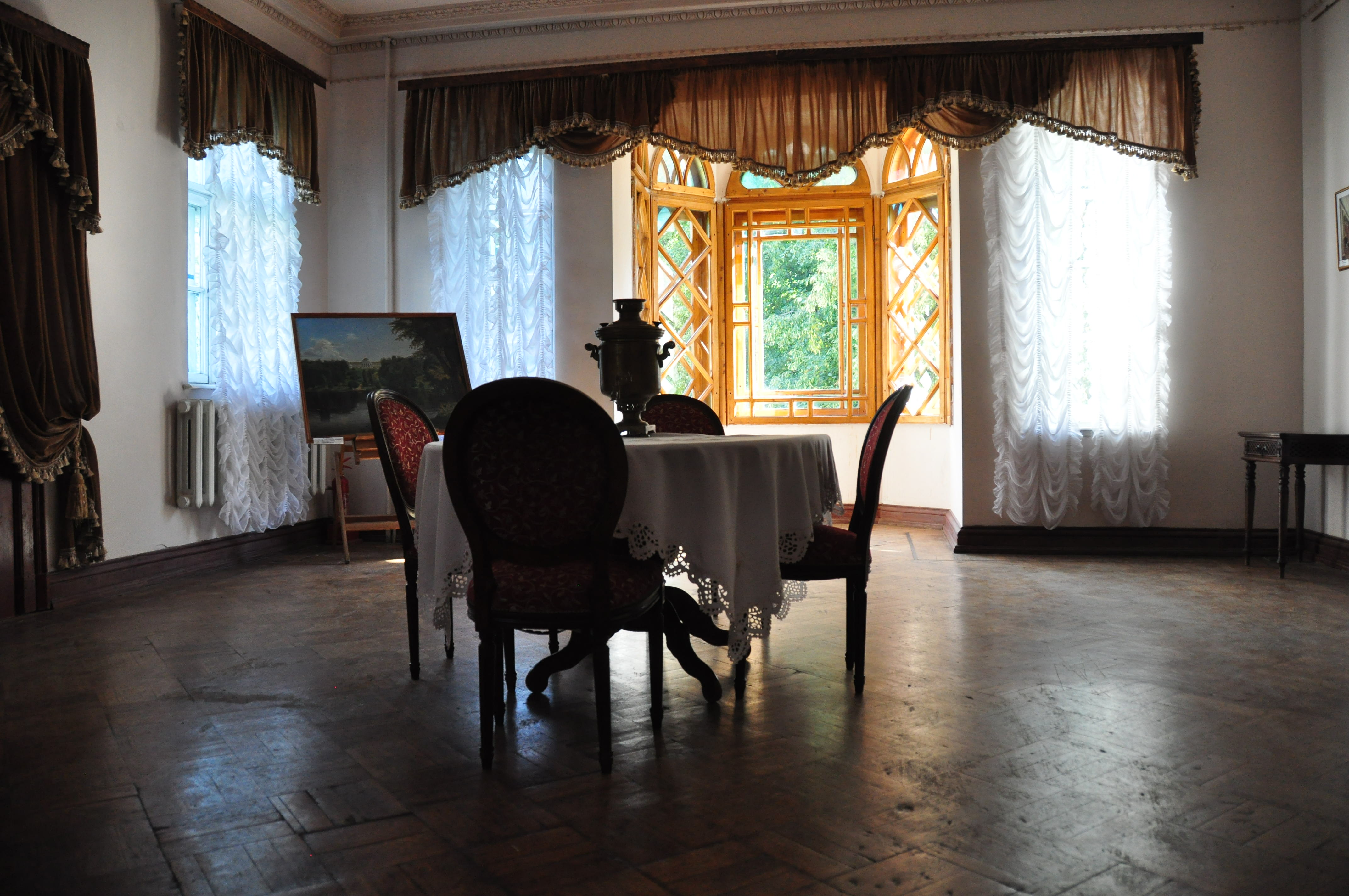
Чайная комната (Фонарик)
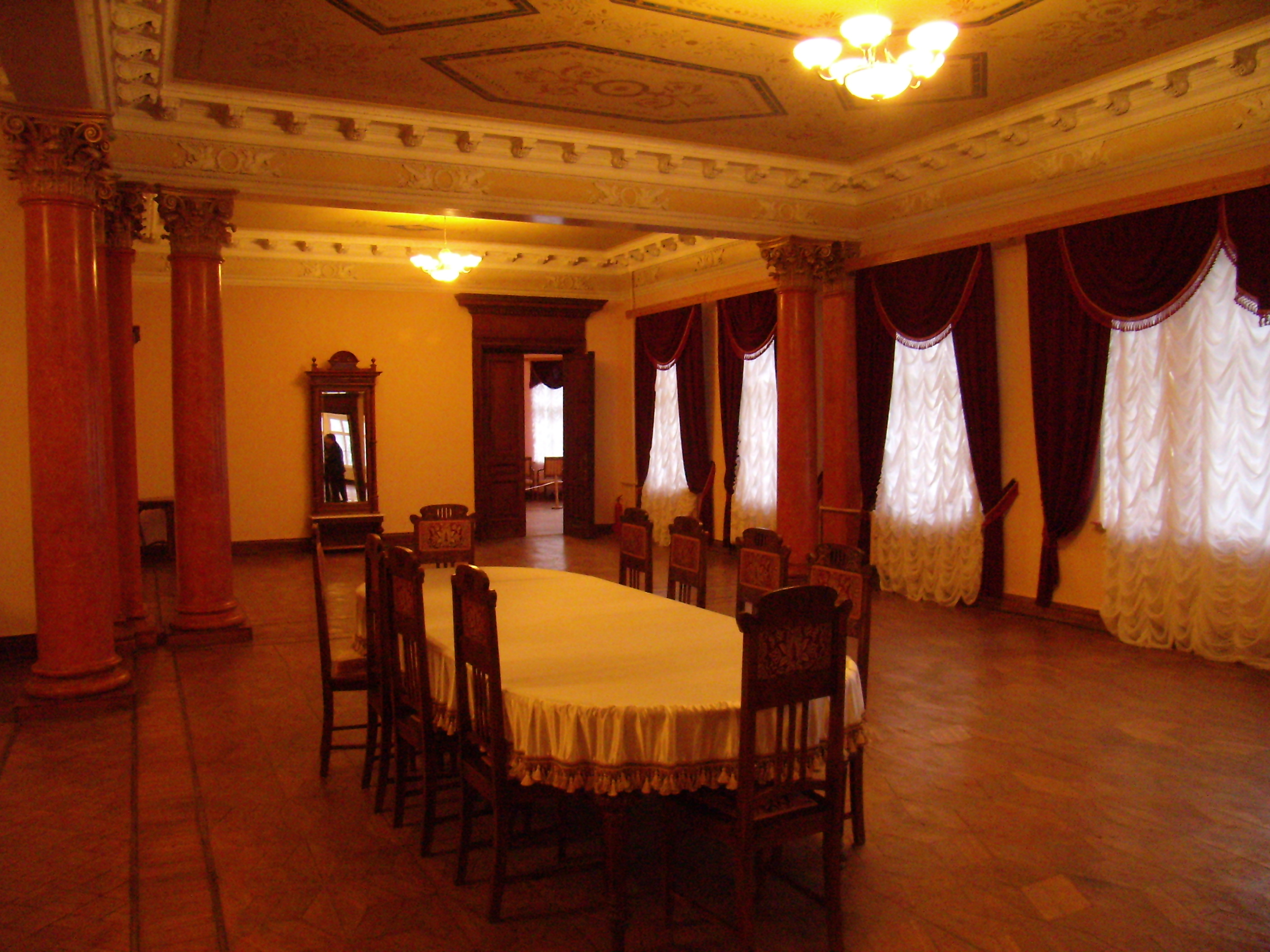
Банкетный зал
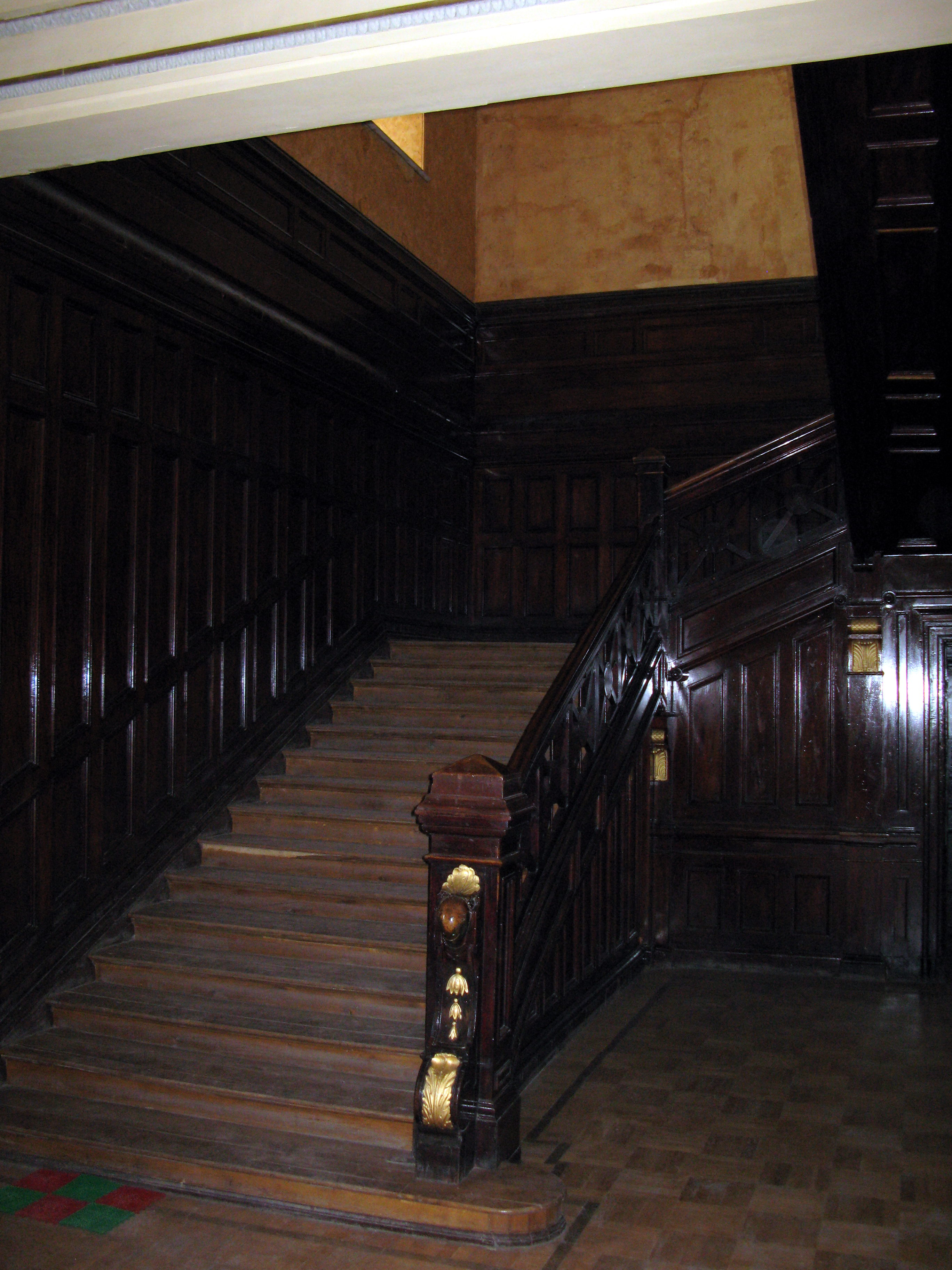
Парадная лестница

### Флигели
Северный и южный флигели почти идентичны по своим архитектурным формам. Построены одновременно с дворцовым корпусом. Изначально флигели соединялись с дворцом одноэтажными переходами, но в период с 1808 по 1824 года над западной частью флигелей разобрали мансарды, надстроили деревянный второй этаж, и тогда эта часть флигелей вошла в состав дворца. Позже достроили восточные части флигелей, благодаря чему перед дворцом образовался глубокий курдонёр. Возвели колоннады южной и северной террас. В начале XX века вторые этажи флигелей были разобраны.
Флигели, возведённые в стиле классицизма с элементами неоклассицизма, представляют собой кирпичные, рустованные, одноэтажные, прямоугольные здания. Он покрыты трёхскатной крышей с кровлей из листовой стали. В средней части фасадов флигелей, обращённых к курдонёру — четырёхколонные пристенные портики, трёхчетвертные колонны которых поддерживают антаблемент и фронтоны со средней повышенной частью, которая разделена четырьмя пилястрами . Между средними пилястрами — окно с полуциркулярной перемычкой, обрамлённое аркой с замковым камнем. Входы во флигели — между двумя средними колоннами портика. Прямоугольные дверные и оконные проёмы в пределах портиков имеют замковые камни и горизонтальные сандрики. В фасадах обоих флигелей по бокам портиков имеется по два прямоугольных окна с рустовкой в виде замковых камней. Торец северного флигеля глухой рустованный, на торце южного — круглая башня. Планирование флигелей — коридорное. Размеры: длина — 21 метров, ширина — 8,5 метров, высота — 4,5 метра.

### Башня
Башня построена в период между 1866—98 годами как водонапорное сооружение. Расположена на территории парадного двора с торца южного флигеля. Во время Великой Отечественной войны была повреждена, восстановлена в 1947 году.
Представляет собой построенное в стиле неоклассицизма круглое, трёхъярусное здание. Стены построенной из кирпича башни оштукатурены, побелены, на высоту двух нижних ярусов рустованные. Ярусы разделены карнизами. Вход в башню находится с восточной стороны, через прямоугольный дверной проём. На первом ярусе имеются два прямоугольных окна — с юга и севера, на втором ярусе — с юга, востока и севера расположены по два спаренных окна, обрамлённых наличниками и разделённых пилястрами, высота которых равна высоте окон. На третьем ярусе имеются круглые окна со всех четырёх сторон, расположенные в нишах. Фасад башни сверху обрамлён карнизом, над которым расположено невысокое опорное кольцо, несущее шатёр в виде вогнутого конуса, завершающийся шпилем. Размеры: диаметр — 6 метров, высота — 12,6 метра (до перекрытия), 20 метров со шпилем.

### Службы
Службы (1830—40-е годы) расположены на парадном дворе усадьбы. Два здания идентичны по своим архитектурным формам. Основные объёмы построек в стиле позднего классицизма выполнены из кирпича, лишь мезонины — деревянные. Здания прямоугольной формы, поверхность стен отштукатурена. Центральные части главных фасадов акцентированы большими полуциркульными нишами, в которые вписана портики первого этажа тосканского ордера, поддерживающие балконы мезонина с балюстрадой. По бокам от главных входов установлены скульптуры спящих львов.

### Парк
Качановский парк расположен на двух ярусах. На верхнем расположена небольшая регулярная часть с геометрическим планированием возле дворца, состоящая из аллеи от дворца до церкви, партера, сквера и площадки. Две главные аллеи, что ведут в усадьбу с севера и с юга, высажены каштанами.

Виды парка
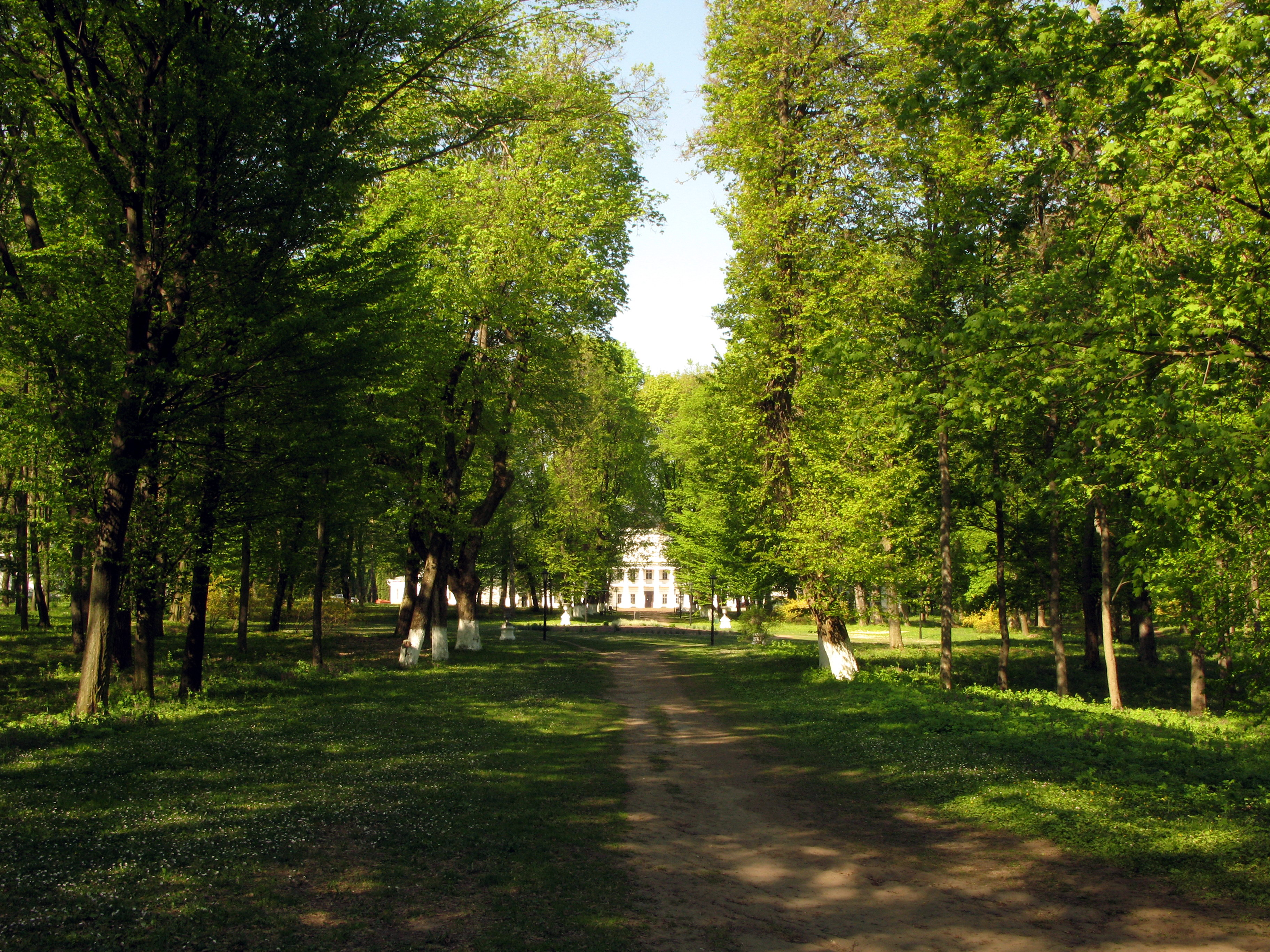
Аллея
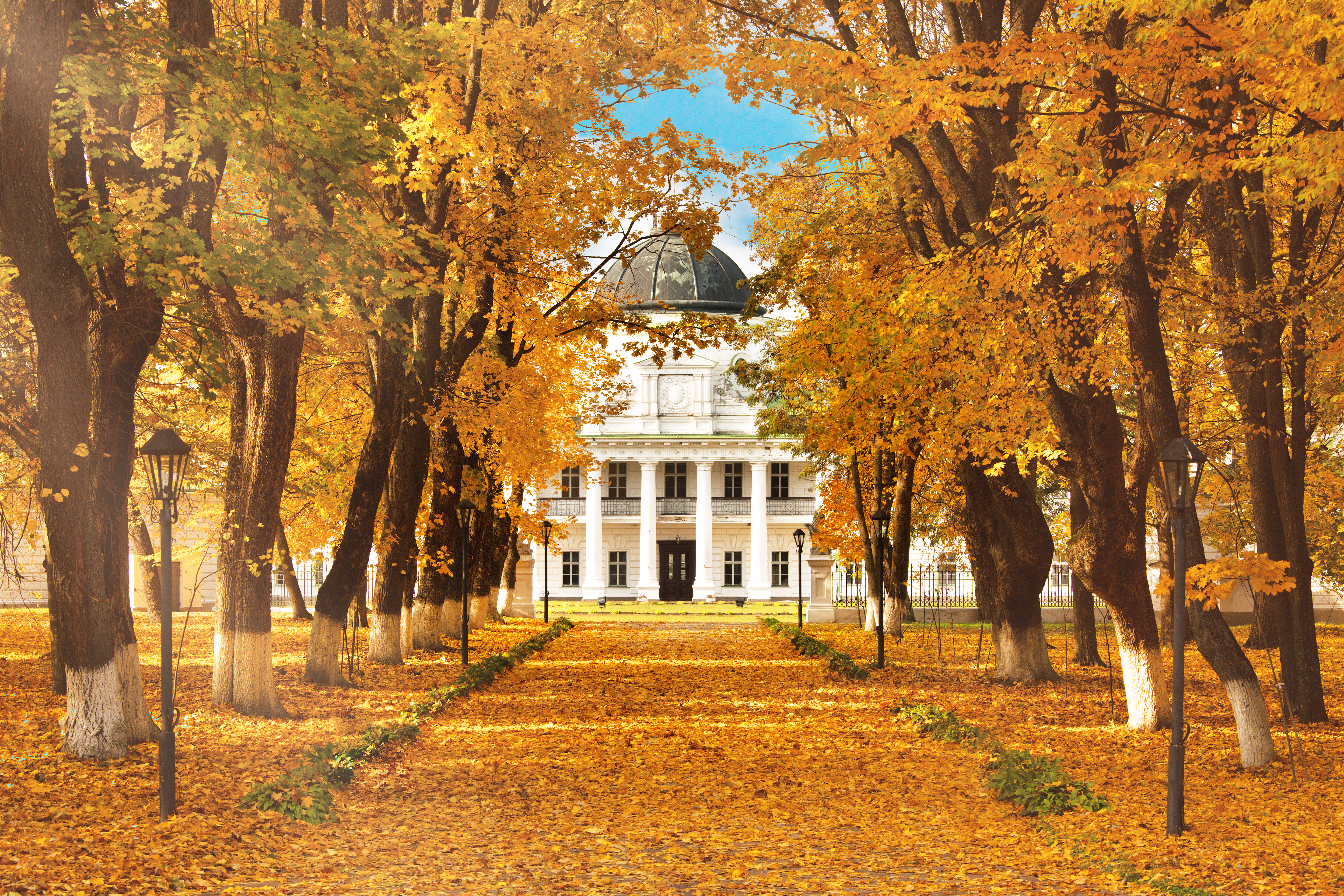
Аллея
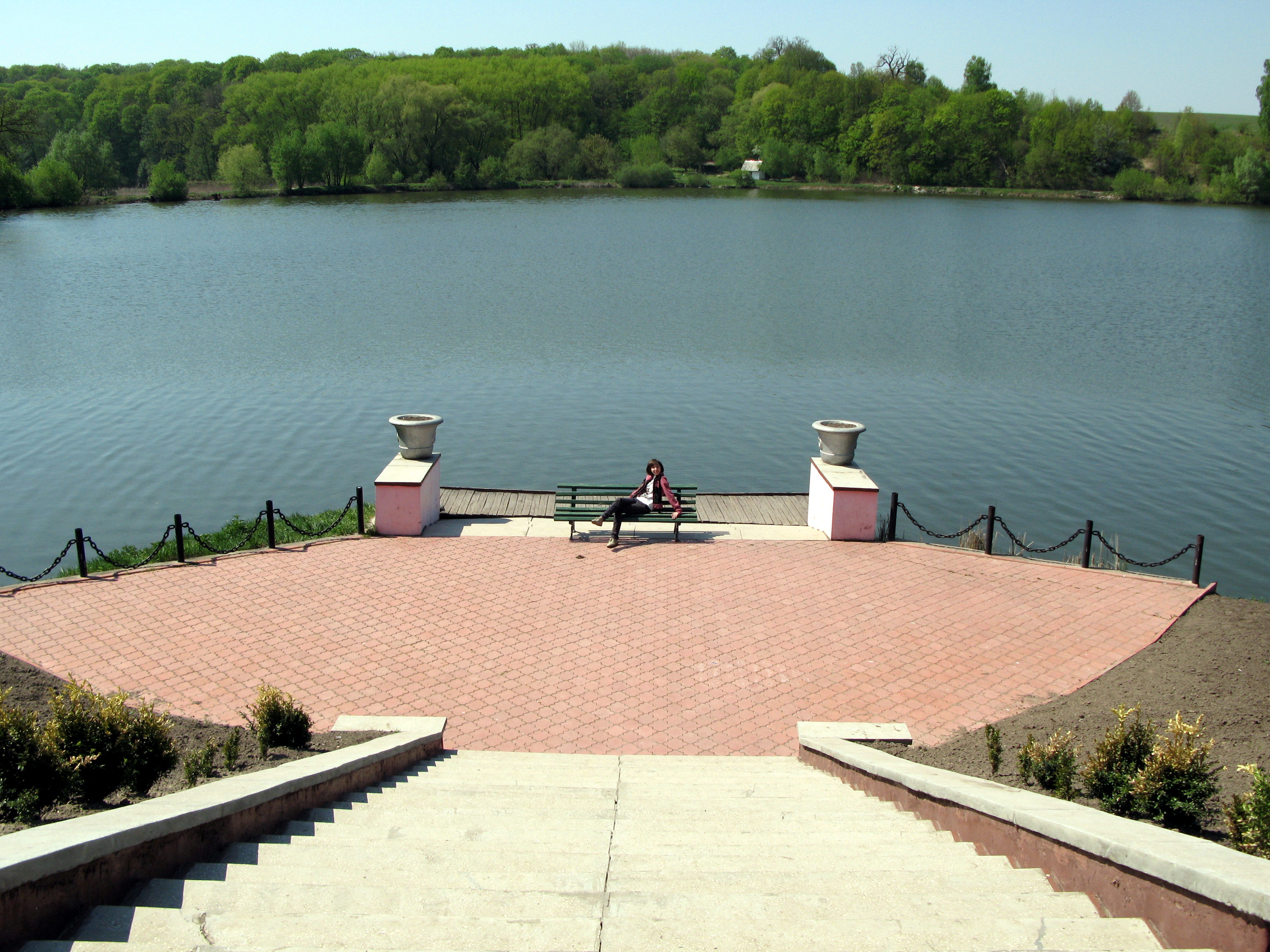
Лодочная пристань
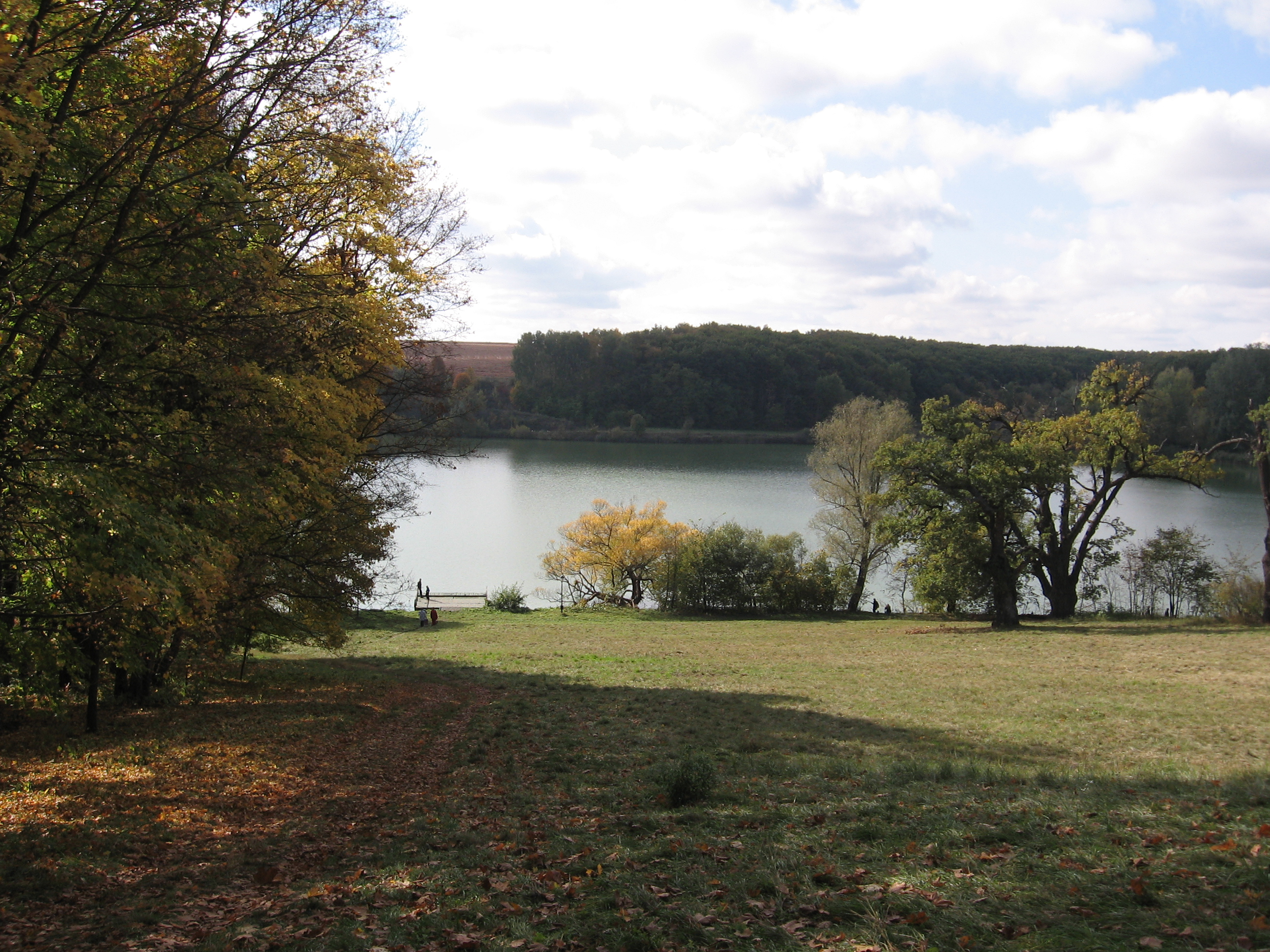
Озеро

На нижнем ярусе расположен один из крупнейших пейзажных парков на Украине и в Европе. Его площадь составляет 560 гектаров. Он возник на основе природного леса и насчитывает более 50 пород деревьев и 30 видов кустовых. В формировании художественного образа парка особую роль играют хвойные породы, акклиматизированы в лесостепи — ель, европейский кедр, веймутова сосна, лиственница, сибирская пихта, кипарисовик орехоплодный. Из экзотов привлекают внимание бархат амурский, лох узколистный, птелея, катальпа. Из сооружений в этой части парка сохранились парковые мосты, горки Любви и Верности, «романтические руины» на берегу Большого пруда, которые являются памятником садово-паркового искусства XVIII века, носящего следы сентиментализма. Многочисленные живописные аллеи и дорожки пересекают парк во всех направлениях. Общая длина парковых дорожек — 60 километров.

### Павильон Глинки

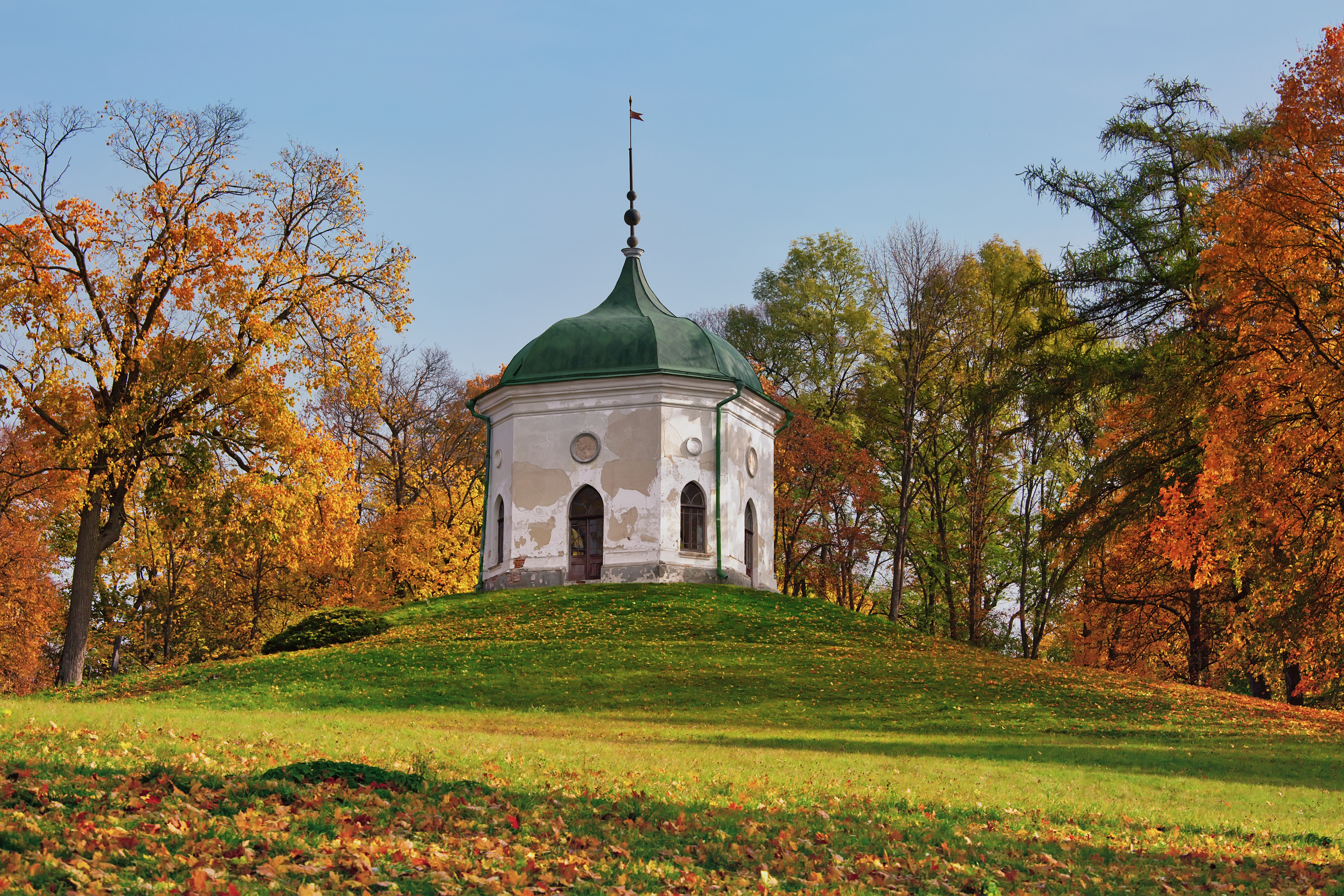
Беседка Глинки

Павильон Глинки расположен на вершине холма у пруда на территории парка. Выстроен в кирпиче в 1830-е годы в стиле романтизм, оштукатурен. Восьмигранный в плане, на погребах, увенчан фигурным, практически барочным куполом с фигурным шпилем. Окна и дверной проём — стрельчатой формы, над ними медальоны и профилированный карниз. Стены сплошь выбелены побелкой, фасады украшены медальонами, расписанными по сюжетам оперы «Руслан и Людмила». Покрытие пола — металлическая плитка. Купол окрашен в зелёный цвет.
Под павильоном в толще холма находится грот с сводом, с декоративными нишами и пристеночной лестницей. Подвал имеет четыре дверных проёма, три из которых заложены. Перед входами находятся трапециевидные площадки, ограниченные подпорными стенами, построенными по срезу холма. Общая высота павильона (с подвалом) 16 метров.
В годы Великой Отечественной войны павильон сильно пострадал и был реставрирован в 1947 году.

### Церковь Георгия Хозевита

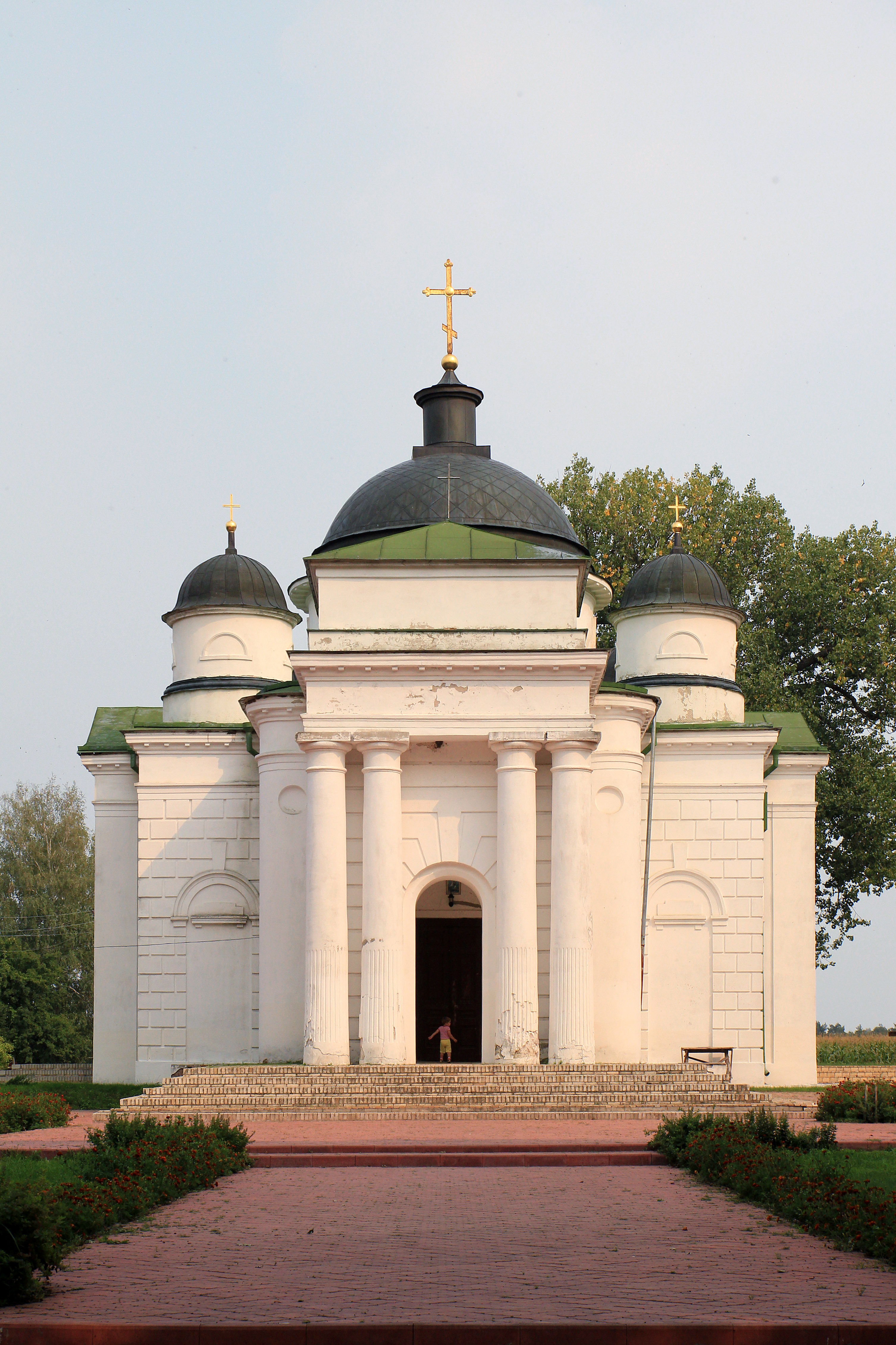
Георгиевская церковь со стороны западного портала

Усадебная церковь посвящена святому Георгию Хозевиту. Выстроена в 1817—1828 годах в стиле позднего классицизма. Стены выложены из кирпича, руст на фасадах густо забелён без выделения архитектурных деталей. Крестообразная в плане с удлинённой западной частью, с полукруглой апсидой и угловыми прямоугольными в плане камерами, равными по высоте основному объёму. Западный портал акцентирован четырёхколонным портиком со спаренными колоннами, над которым расположен антаблемент с триглифами во фризе. Отверстия прямоугольные и полуциркульные, декорированные пилястрами, сандриками, архивольтами. Центральная часть здания покрыта куполом, в западной части церкви — хоры, на которые ведёт винтовая лестница в толще стены. Над апсидой — конха.
В 1853 году у церкви были погребены Григорий Тарновский и его жена, умершие в один день. Позже они были перезахоронены в склепе под церковью. Там же находилась белая мраморная гробница работы Ипполита Монигетти, в которой похоронен Василий Тарновский-старший. Утрачены боковые портики церкви и два верхних яруса колокольни, что заметно исказило её архитектурный облик.

### Романтические руины
Романтические руины относятся к постройкам ещё румянцевского периода владения Качановкой. Представляли собой бутафорскую крепость, построенную как дань тогдашней моде. Со временем происхождение руин забылось и Василий Тарновский-младший в 1859 году даже затеял на их месте археологические раскопки, свидетелем которых стал заехавший в усадьбу Тарас Шевченко. Происхождение руин объяснил историк Александр Лазаревский, знавший, в частности, изображение «руин» маслом, оставленное Штернбергом. Повторно, руины сбили историков с толку уже в 70-х годах XX века когда историк архитектуры С. К. Килессо и археолог Р. А. Юра начали поиск «замка Богдана Хмельницкого» в Суботове, опираясь на рисунок художника Сергея Васильковского «Руины в Субботове». Позднее, анализ истории рисунка позволил выяснить, что в действительности на нём изображены «Романтические руины» в Качановском парке, которые в своё время зарисовал Тарас Шевченко. Когда, кем и для чего был переименован рисунок — неизвестно.

Романтические руины
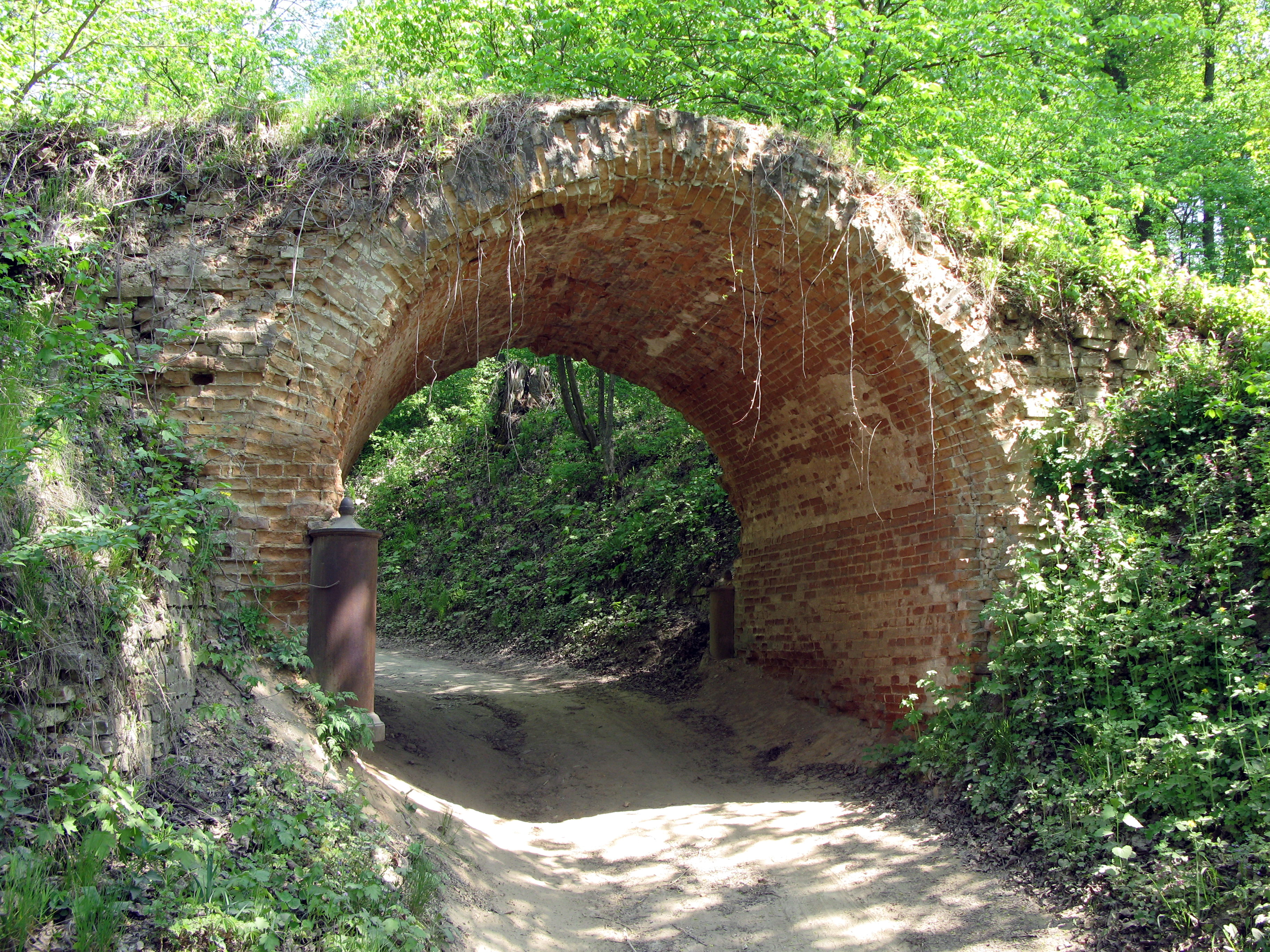
Мост у романтических руин
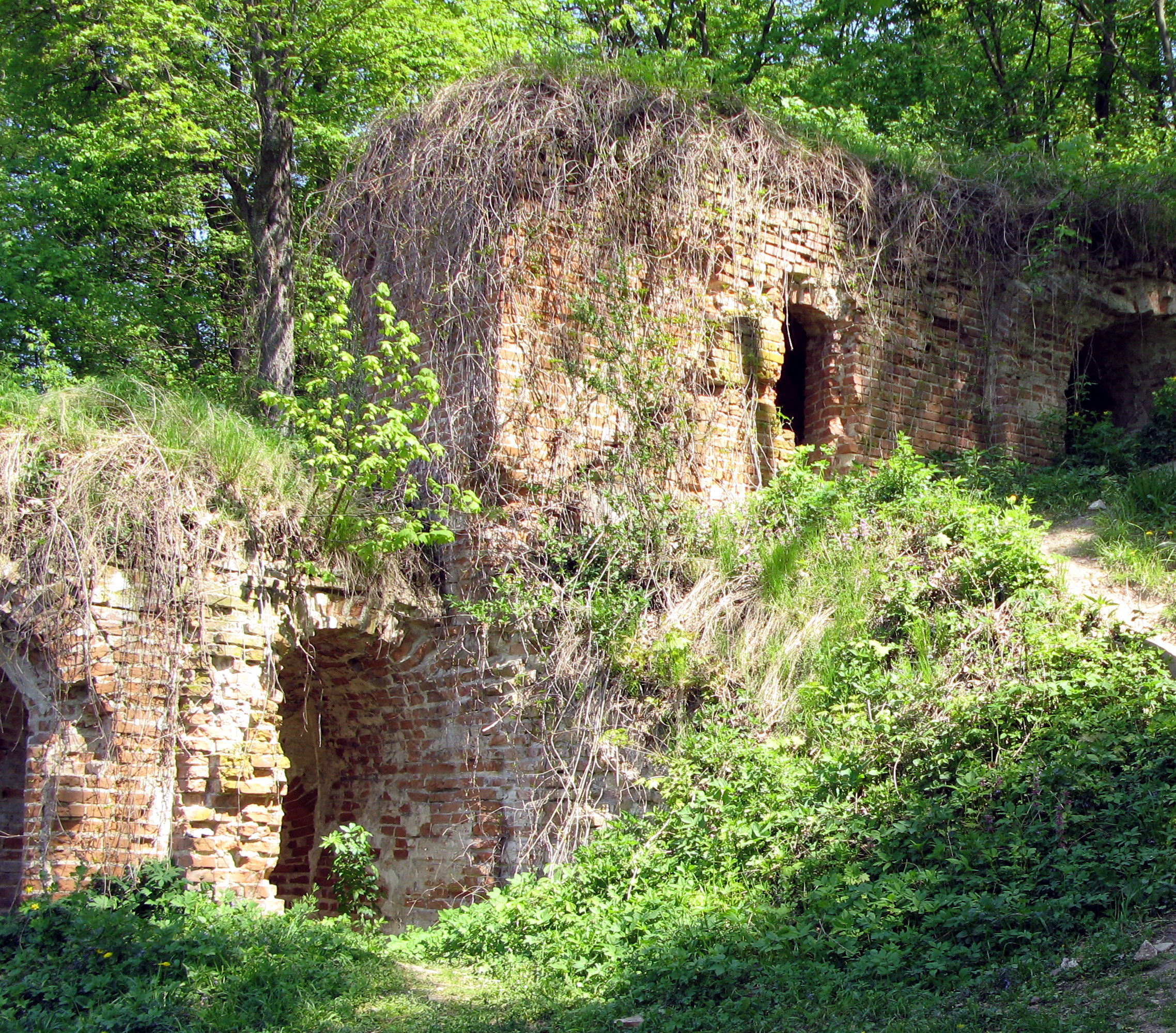
Романтические руины
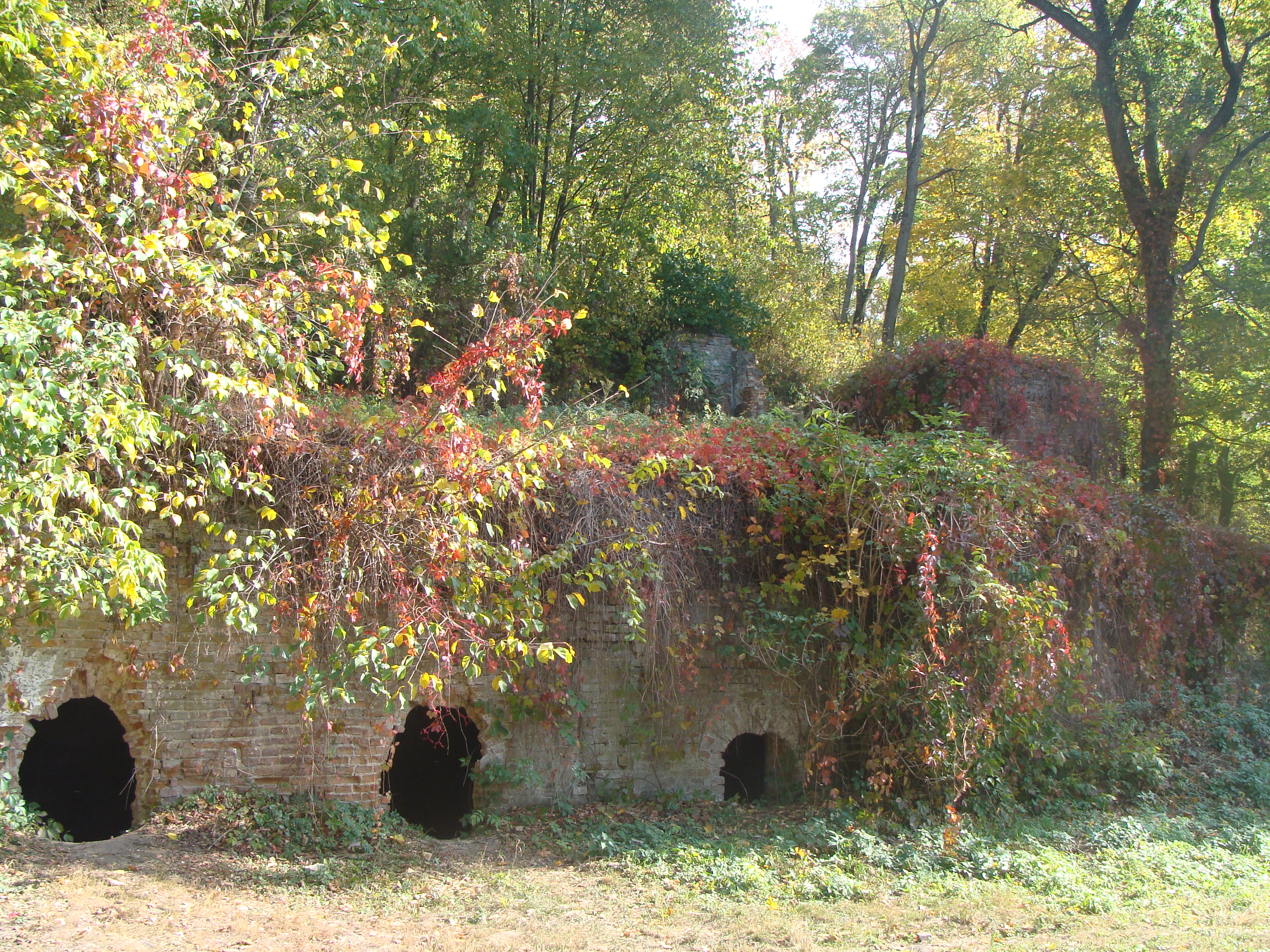
Романтические руины
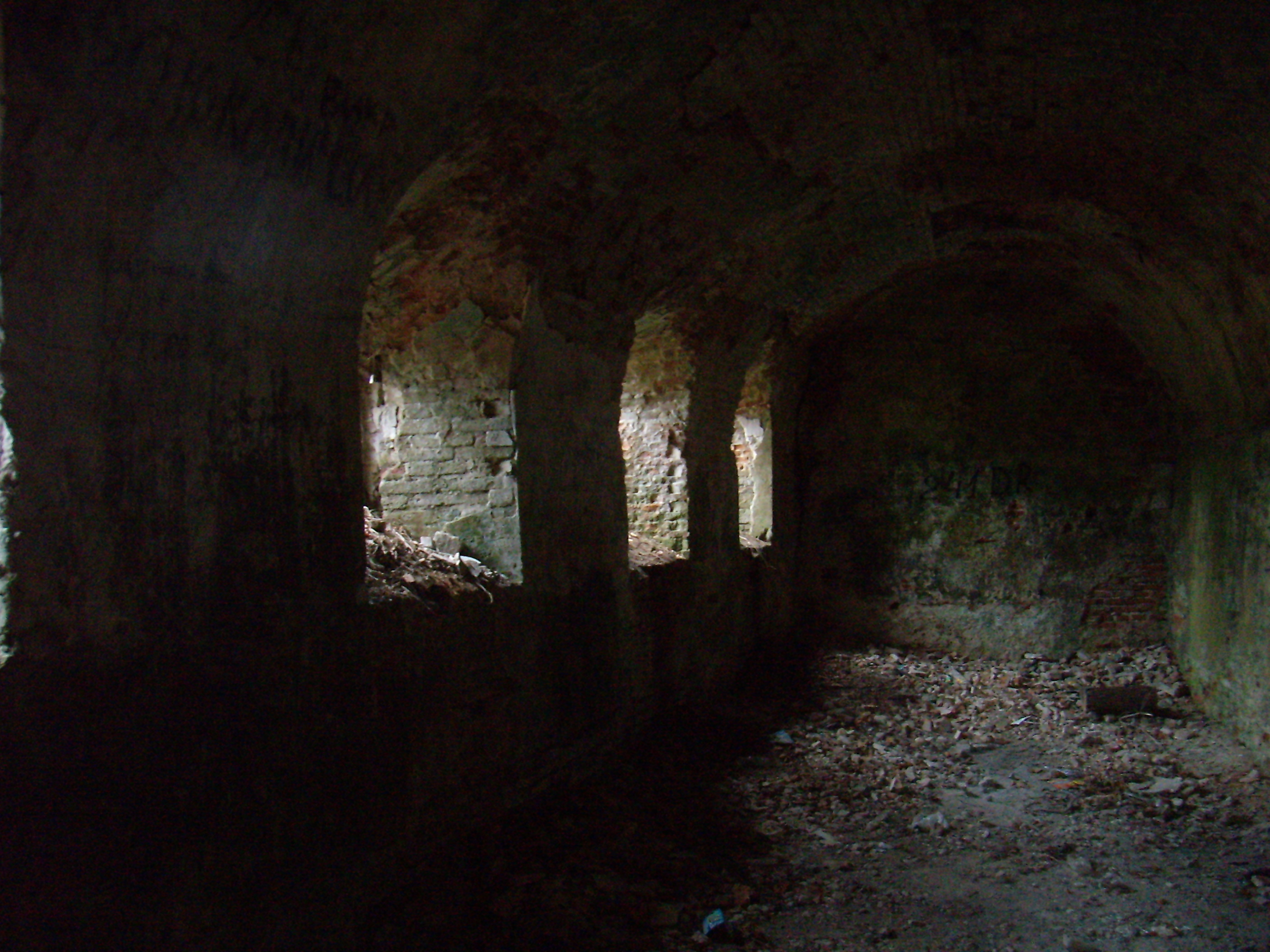
Внутри романтических руин

Руины послужили натурой для картины «Вакханалия» Константина Маковского.

### Хозяйственная постройка

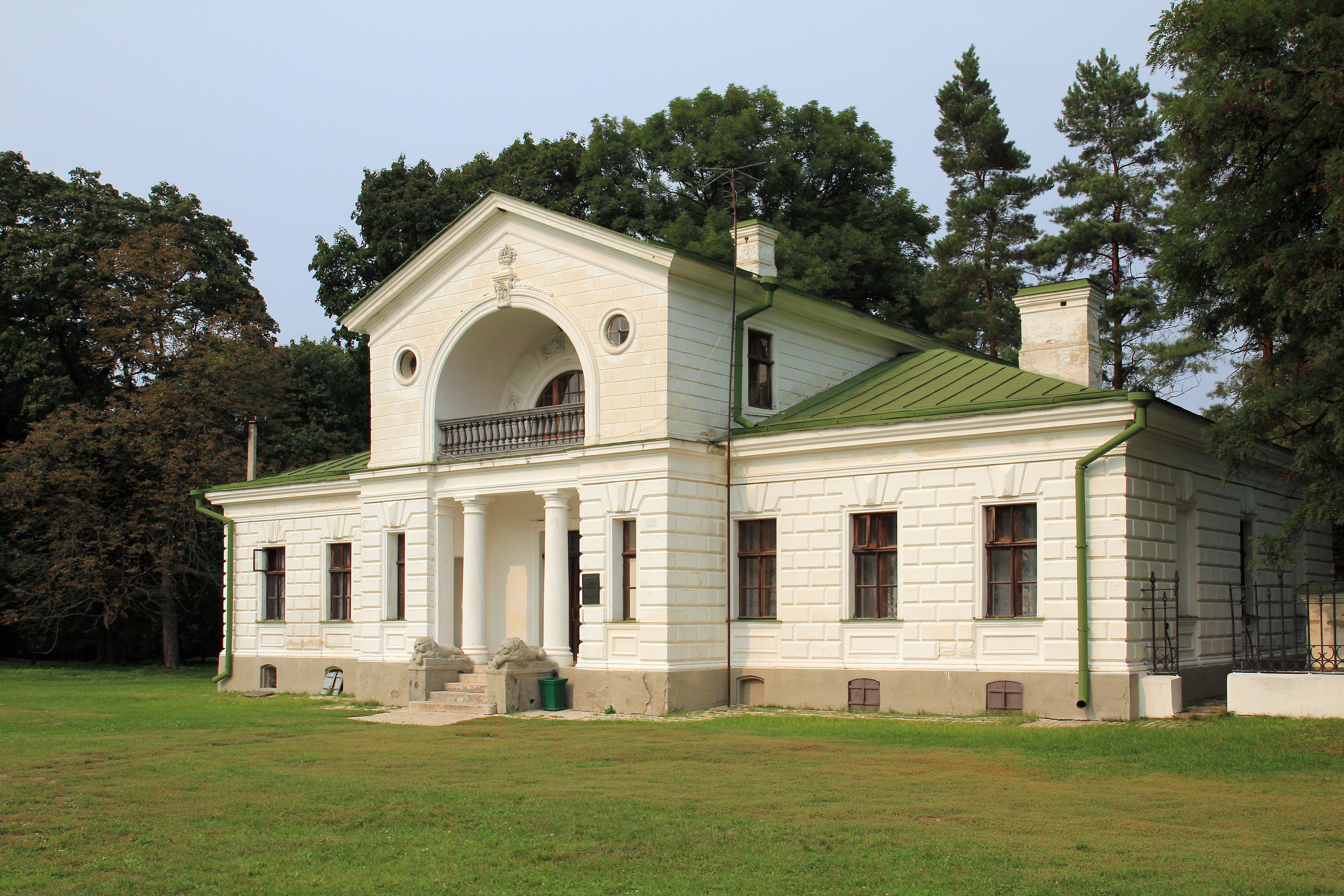
Служебный флигель

Хозяйственная постройка (конец XIX века) дошла до наших дней с небольшими перестройками. Стилистически близка сооружениям дворцового комплекса в стиле неоклассицизма. Здание построено из кирпича, снаружи побелено, прямоугольной формы с ризалитом по центру восточного фасада, одноэтажное. Корпус значительной протяжённости, северный фасад членится пилястрами. Подфризовый поясок, переходит в обрамление круглых окон, выделяет на фасаде горку. Центральная часть главного фасада акцентирована четырёхколонным портиком, над удвоенными колоннами которого находится антаблемент и треугольный фронтон. Сооружение с плоским сводом, четырёхскатной крышей на деревянных стропилах, кровля металлическая. На фасадах под карнизом — кругообразные верхние окна.

## Комментарии
1. ↑  Прасковья Андреевна Остроградская, дочь подкомормия. В первом браке за киевским губернаторским маршалом Степаном Яковлевичем Тарновским.
2. ↑  В. В. Стасов в статье «Живописец Штеренберг» писал:

… В 1837 году камер-юнкер Г. С. Тарновский дал средства академисту Штеренбергу писать с натуры в селе своём Качановке и в Киеве, что чрезвычайно богаты живописными пейзажами, величием и прелестями южной природы. Академия не может не засвидетельствовать ему своей благодарности…
3. ↑  Об украинском периоде творчества Штернберга упоминает в своей работе, посвящённой М. И. Глинке, В. В. Стасов:

Несколько времени Глинка прогостил тогда у одного богатого малороссийского помещика Григория Степановича Тарновского, большого любителя музыки. У него был свой оркестр, и посреди многочисленных обедов, балов, иллюминаций, затейливых прогулок, которыми радушный хозяин старался доставить удовольствие гостившим у него приятелям и знакомым (в числе которых находился знаменитый наш художник Штернберг, набросавший именно в это время лучшие свои произведения, юмористические сцены малороссийской жизни).
4. ↑  Куплена императором Николаем I для супруги, императрицы Александры Фёдоровны.
5. ↑  Куплена императором Николаем I для дочери, великой княжны Марии Николаевны.
6. ↑  Находилась в коллекции императора Александра III.
7. ↑  С противоположной стороны картины есть приписка, что, среди прочих, на ней изображён М. И. Глинка за написанием оперы «Руслан и Людмила» Архивная копия от 2 декабря 2013 на Wayback Machine. Возможно, что именно эта картина указана с ошибкой в названии в энциклопедическом словаре Брокгауза и Ефрона как "М. И. Глинка в имении Г. С. Перовского за сочинением оперы «Руслан и Людмила».
8. ↑  На обороте картины есть надпись Архивная копия от 2 декабря 2013 на Wayback Machine: 

Картина художника Штернберга. Писана в 1838 году в имении Г. С. Тарновского Качановке Черниговской губ. Комната эта была рабочим кабинетом М. И. Глинки — за партитурой «Руслан и Людмила» и историк Малороссии Н. А. Маркевич, занятый сохранением текста баллады Финна. За мольбертом сам художник, а сзади его владелец Качановки. Здесь в 1835 году была первая проба оркестровых и хоровых партий Руслана. Сходство лиц и в особенности фигур замечательное. Очевидец, кому тогда было семь лет, сын историка А. Маркевич
9. ↑  На картине изображена комната в Качановке, носящая название «Фонарик», с модными для того времени готическими мотивами в отделке. Среди сидящих за столом лиц слева — хозяин поместья Григорий Степанович Тарновский; облокотясь на спинку его кресла, стоит Василий Васильевич Тарновский-старший, за столом — его жена Людмила Владимировна. Девушка в белом платье — Юлия Васильевна Тарновская, предмет увлечения художника П. А. Федотова в последние годы его жизни.
10. ↑  На картине изображены Г. С. Тарновский с племянницей Юлией (в белом платье), на скамейке - Надежда Тарновская, слева В. В. Тарновский-старший с женой. Себя Волосков изобразил себя сидящим справа.
11. ↑  Надежда Васильевна на самом деле приходилась кумой Тарасу Шевченко — вместе они крестили сына Василия Тарновского.
12. ↑  Украинский род Тарновских считал, что ведёт свою родословную от одноимённого польского рода.
13. ↑  Михаил Александрович Урусов (1871—1914) — внук своего полного тёзки белорусского генерал-губернатора Михаила Александровича Урусова, кавалергард, адъютант командующего 1-й Маньчжурской армией во время русско-японской войны.
14. ↑  Михаил Сергеевич Олив (1881—1956) — сын члена Государственного Совета Сергея Васильевича Олива, кавалергард, коллекционер.
15. ↑  Назван в честь одного из владельцев хутора Качановка в XVIII веке — секунд-майора Михаила Каченовского.